# Joseph Priestley
Joseph Priestley (/ˈpriːstli/;24 de marzo (o.s. 13 de marzo) de 1733-6 de febrero de 1804) fue un científico y teólogo británico del siglo XVIII, clérigo disidente, filósofo, educador y teórico político, que publicó más de 150 obras. Es conocido como el creador del agua carbonatada.
Solía ser considerado como el descubridor del oxígeno, aunque este hecho también les ha sido atribuido, con cierto fundamento, a Carl Wilhelm Scheele y Antoine Lavoisier. En todo caso, fue uno de los primeros en aislarlo en forma gaseosa, y el primero en reconocer su papel fundamental para los organismos vivos.
A lo largo de su vida, Priestley, tuvo una considerable reputación científica, residente en su invención del agua carbonatada, sus composiciones sobre la electricidad, y su descubrimiento de múltiples "aires" (gases), siendo el más famoso el que Priestley nombró "aire desflogisticado" (oxígeno). Sin embargo, la determinación a defender la teoría del flogisto y a rechazar lo que sería la revolución química, finalmente lo aisló de la comunidad científica.
La ciencia de Priestley estaba integrada a su teología, y constantemente trataba de fusionar el racionalismo ilustrado con el teísmo cristiano. En sus textos metafísicos, Priestley intentaba combinar teísmo, materialismo y determinismo, un proyecto que fue denominado "audaz y original". Él creía que un entendimiento adecuado del mundo natural haría que los humanos progresaran y alcanzaran el Milenio Cristiano. Priestley, quien creía firmemente en el libre y abierto intercambio de ideas, defendió la tolerancia y la igualdad de derechos para los disidentes religiosos, lo que también le llevó a ayudar a fundar el Unitarismo en Inglaterra. La controversista naturaleza de las publicaciones de Priestley, combinadas con su abierto apoyo a la Revolución francesa, levantaron las sospechas del público y del gobierno; fue finalmente obligado a exiliarse en 1791; primero a Londres y luego a los Estados Unidos, después de que una multitud quemase su casa de Birmingham y la iglesia. Pasó sus últimos diez años en el condado de Northumberland, en Pensilvania.
Erudito y profesor durante toda su vida, Priestley también realizó importantes contribuciones a la pedagogía, incluyendo la publicación de un trabajo seminal en gramática inglesa y libros de historia, también creó algunos de las más influyentes líneas temporales. Estas composiciones educativas estaban entre los trabajos más populares de Priestley. Fueron sus trabajos metafísicos, sin embargo, los que tuvieron mayor influencia: llevando a filósofos como Jeremy Bentham, John Stuart Mill y Herbert Spencer a acreditarlos entre los recursos primarios de utilitarismo.

## Inicio de vida y de educación (1733-55)

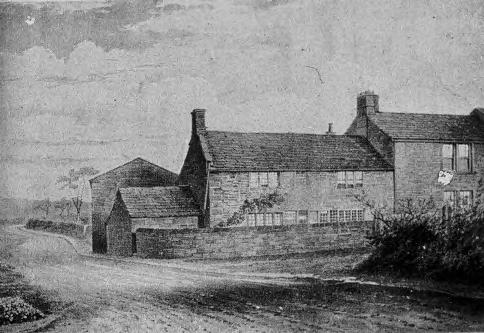
Lugar de nacimiento de Priestley e n Fieldhead, Birstall, West Yorkshire – alrededor de 6 millas (10 km) al suroeste de Leeds

Priestley nació de una familia de disidentes ingleses (es decir, protestantes que se habían separado de la Iglesia Anglicana, en este caso calvinistas) en Hacnkey, en Yorkshire del Oeste. Fue el primero de los seis hijos nacidos de Maria Swift y Jonas Priestley, un comerciante de tejidos. Para aliviar los remordimientos de su madre, fue enviado a vivir con su abuelo cuando tenía un año, y luego de que su madre muriera cinco años más tarde, volvió a casa. Cuando su padre se casó nuevamente, en 1741, Priesley pasó a vivir con su tío y su tía, Sarah y John Keighley, a 3 millas (4,8 km) de Fieldhead personas acaudaladas y sin hijos. Por ser un niño precoz - a los cuatro años podía recitar impecablemente las 107 preguntas y respuestas del Catecismo breve de Westminster (un popular catecismo anglicano de la época), su tía procuró la mejor educación para su sobrino, exigiendo que fuese ministro anglicano al llegar a la edad adulta. Durante su juventud Priestley estudió en las escuelas locales donde aprendió griego, latín y hebreo.
Alrededor de 1749, Priesley enfermó gravemente y se llegó a temer por su vida. Recuperándose como devoto del calvinismo, pensó que una experiencia de conversión sería necesaria para su salvación, aun así duda que hubiese habido una. Esta angustia emocional lo llevó finalmente a cuestioarsen sobre la educación teológica, lo que le causó el rechazo de las elecciones incondicionales y del Universalismo. Como resultado, los ancianos de la iglesia de su casa se negaron a aceptarlo como un miembro de pleno derecho.
La enfermedad de Priesley le dejó una marca permanente y le hizo renunciar a cualquier pensamiento de entrar en el ministerio en ese momento. Para unirse a un negocio familiar de comercio en Lisboa, estudió francés, italiano y alemán, además de caldeo y árabe. Fue educado por el Reverendo George Haggerstone, que primeramente le enseñó matemáticas avanzada, filosofía natural y lógica, a través de metafísica y de las obras de Isaac Watts, Willem Gravesande y John Locke.
Durante su vida, Priestley gozó de una considerable reputación científica, firmemente asentada en su invención del agua carbonatada, sus escritos sobre electricidad y su descubrimiento de varios "aires" (gases), siendo el más famoso el que Priestley llamó "aire desflogistizado" (y que Scheele había llamado aire ígneo, y Lavoisier oxígeno). A raíz de su descubrimiento del oxígeno, elaboró la llamada teoría del flogisto, que pese a que fue rápidamente demostrada como errónea por Lavoisier y sus seguidores, Priestley siguió defendiendo con determinación durante toda su vida. Ello le llevó a rechazar, al menos implícitamente, lo que se convertiría en la revolución química de la mano de Lavoisier, lo cual, ligado a sus ideas políticas radicales, afectaría gravemente a su prestigio científico al final de su vida, y lo convertiría en blanco de grandes críticas.
La concepción de la ciencia que tenía Priestley fue una parte integrante de su teología y siempre trató de fusionar el racionalismo de la Ilustración con el teísmo cristiano. En sus textos de metafísica, Priestley trató de combinar el teísmo, el materialismo y el determinismo, un proyecto que ha sido calificado como "audaz y original". Creía que una correcta comprensión del mundo natural lograrían un progreso humano y, finalmente, se originaría el milenio cristiano. Uno de los aspectos más destacados de Priestley fue su generosidad científica: creía firmemente en el intercambio libre y abierto de ideas, lo cual le llevó a desaprovechar la potencialidad comercial de muchos de sus descubrimientos, como el del agua carbonatada. Abogó incansablemente por la tolerancia religiosa, y reclamó la igualdad de derechos en Inglaterra para los religiosos disidentes. Sus concepciones teológicas lo llevaron a ayudar a fundar el unitarismo en Inglaterra. El carácter polémico de las publicaciones de Priestley, combinado con su abierto apoyo a la independencia de los Estados Unidos primero y posteriormente, con una mayor fuerza, a la Revolución Francesa le originaron una desconfianza tanto pública y gubernamental. En 1791 una turba furiosa asaltó su residencia de Birmingham y la incendió, obligándolo a huir primero a Londres y luego a los Estados Unidos, donde emigró en 1794 invitado por algunos de los padres fundadores del país. Pasó los últimos diez años de su vida viviendo en el condado de Northumberland, Pensilvania.
Gran estudioso y maestro durante toda su vida, Priestley también hizo importantes contribuciones a la pedagogía, incluyendo la publicación de la obra fundacional de la gramática inglesa y la invención de la historiografía de la ciencia moderna. Estos escritos educativos fueron algunas de las obras más populares de Priestley; su Historia de la Electricidad siguió usándose como manual sobre el tema cien años después de su fallecimiento. Su obra de metafísica tuvo la influencia más duradera: eminentes filósofos como Jeremy Bentham, John Stuart Mill, y Herbert Spencer la tomaron como una de las principales fuentes del utilitarismo.

## Academia Daventry
Priestley finalmente decidió regresar a sus estudios teológicos y, en 1752, se matriculó en Daventry, una academia de disidentes. Como él ya había estudiado mucho, fue autorizado a no hacer los dos primeros años del curso. Él continuó su intenso estudio; esto junto con la atmósfera liberal de la escuela, unió sus pensamientos teológicos a los conceptos de la izquierda política y se convirtió en un Disidente Racional. Con su dogma religioso y misticismo, los Disidentes Racionales enfatizaron el análisis racional del mundo natural y de la Biblia.
Priestley escribió que el libro que más le influyó, además de la Biblia, fue Observaciones sobre el Hombre (1749) de David Hartley. La psicología, filosofía y teología de Hartley, trataban de una filosofía de la mente material. Hartley se dedicó a construir una filosofía cristiana, en la que ambos religiosos y morales "hechos" podrían ser científicamente probados, una meta que se atribuir a Priestley por toda su vida. En su tercer año en Daventry, se comprometió a participar en el ministerio, que él describió como "la más noble de todas las profesiones".

## Needham Market y Nantwich (1755-61)

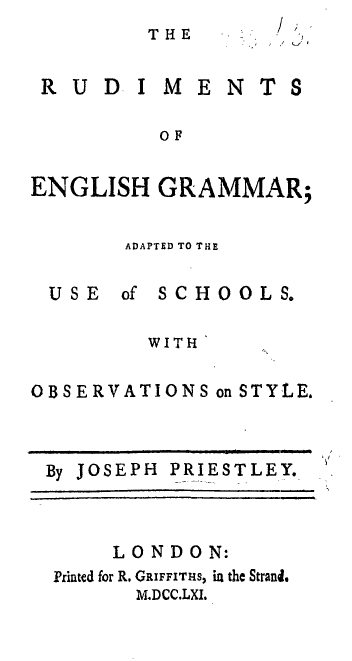
Portada de Rudiments of English Grammar (1761)

Robert Schofield, el gran biógrafo moderno que se dedicó a estudiar la vida y obra de Priestley, describe su primera “llamada” para la parroquia de los disidentes en Needham Market, Suffolk, 1755, como un “engaño” tanto para Priestley como para la congregación. Priestley cambió su simple vida en favor de una vida más urbana con debates teológicos en Needham, que era una pequeña aldea rural con la congregación apegada a la tradición. Las asistencias y donaciones a la congregación cayeron abruptamente cuando se descubrió la extensión de su heterodoxia. Aunque su tía le hubiese prometido su apoyo cuando se hizo ministro, ella se negó a proporcionar cualquier asistencia cuando se dio cuenta de que él no era más que un calvinista. Para ganar dinero extra, Priestley propuso abrir una escuela, pero las familias locales informaron de que tendrían que rehusar de enviar a sus hijos. También presentó una serie de conferencias científicas. De entre ellas, la conferencia conocida como “Usar los Globos” fue la más exitosa.
Los amigos de Priestley le ayudaron a obtener otra posición y, en 1758, se muda a Nantwich, Cheshire, en ese tiempo, se sintió más feliz. La congregación se molestó menos con su heterodoxia y él, finalmente, estableció con éxito una escuela. Al contrario de muchos profesores de la época, Priestley enseñó a sus alumnos filosofía natural y mismo compró instrumentos científicos para ellos. Horrorizado con la calidad de los libros disponibles de gramática inglesa, Priestley escribió el suyo propio: “The Rudiments of English Grammar” (Los Rudimentos de la Gramática Inglesa, en español)(1761). Sus innovaciones en la descripción de la gramática inglesa y particularmente para desasociarla de la gramática latina, llevó a los estudiosos del siglo XX a describirlo como “uno de los grandes gramáticos de su tiempo". Después de la publicación de Rudimentos y del éxito de su escuela, la Academia Warrington le ofreció un puesto de profesor en 1761.

## Academia Warrington (1761-1767)

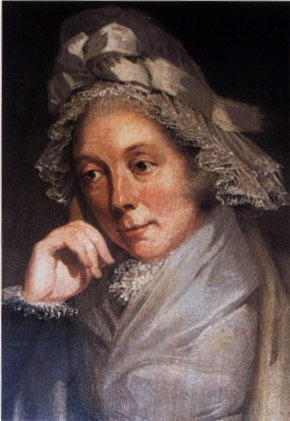
Mary Priestley, por Carl F. von Breda (1793); hija del maestro herrero Isaac Wilkinson, hermana del industrial John Wilkinson

En 1761, Priestley se mudó a Warrington y asumió el cargo de profesor de lenguas modernas y de retórica en la Academia de Disidentes de la ciudad, a pesar de que habría preferido enseñar matemáticas y filosofía natural. Encajó bien en Warrington e hizo amigos rápidamente. El 23 de junio de 1762 se casó con Mary Wilkinson de Wrexham. De su matrimonio, Priestley escribió:

"El matrimonio mostró una conexión muy adecuada y feliz; mi esposa es una mujer de un excelente entendimiento, mejoró mucho la lectura, de gran firmeza y fuerza de espíritu, y de un temperamento en el más alto grado afectuoso y generoso; pensaba mucho en los otros y poco en sí misma. Aparte de eso, gran excelencia en cada cosa relativa a los asuntos domésticos, ella me ha eximido totalmente de todos tipos de preocupación, que me permitió dar todo mi tiempo para el progreso de mis estudios y otros deberes de mi estancia".

El 17 de abril de 1763, tuvieron una hija, a quien llamarán Sarah Priestley en homenaje a la tía de Priestley.

### Pedagogo e historiador
Todos los libros de Priestley que fueron publicados mientras enseñaba en Warrington enfatizaban el estudio de la historia; él consideró eso esencial para el éxito de la humanidad, así como el crecimiento religioso. Escribió historias de la ciencia y del Cristianismo, en un esfuerzo para revelar el progreso de la humanidad y, paradójicamente, la pérdida de un puro “cristianismo primitivo”.

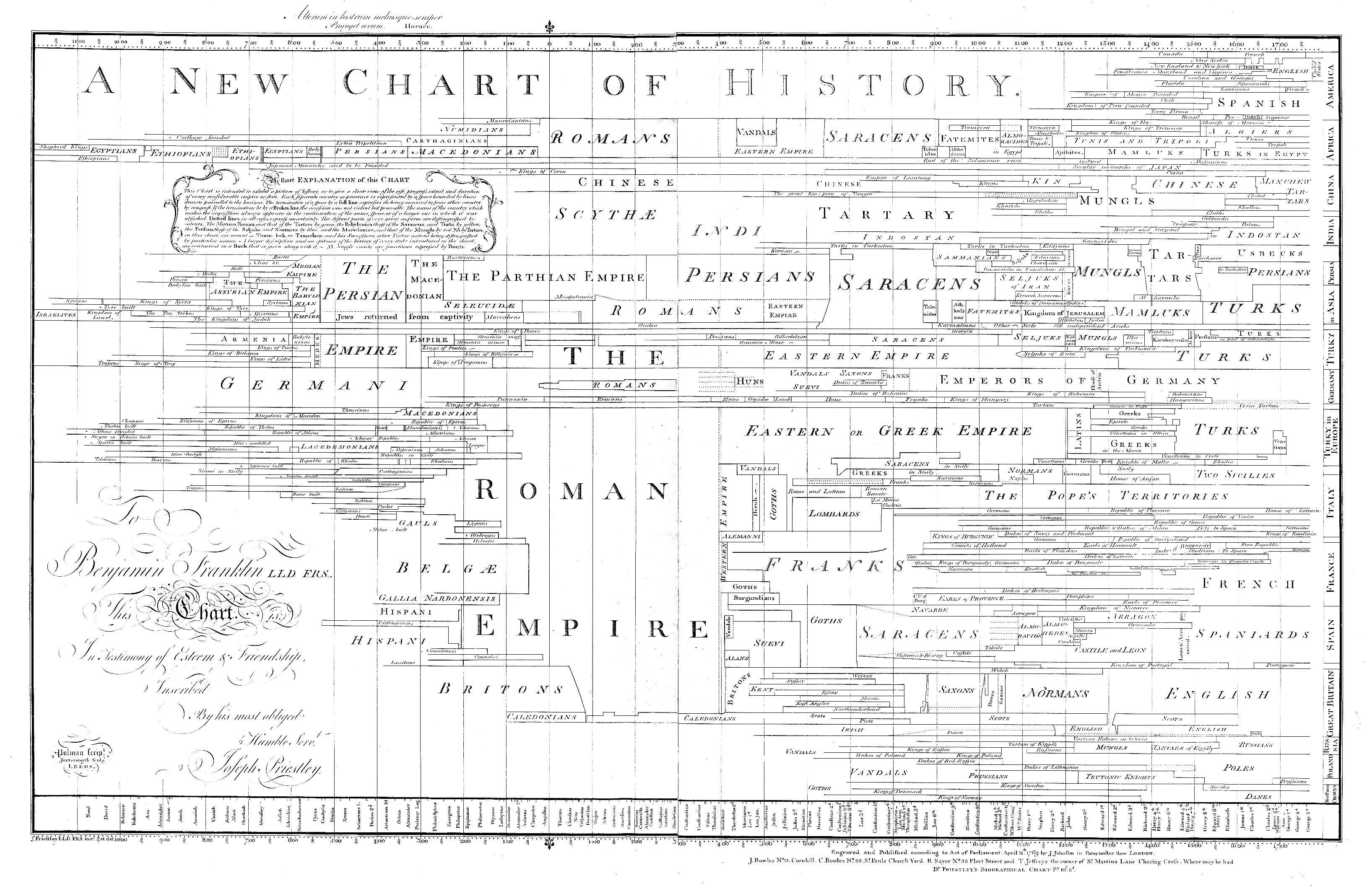
Una versión redactada de A New Chart of History (1765); Priestley creía que este gráfico "impresionaría" a los estudiantes, "la simple imagen del alzamiento, progreso, extensión, duración y estado contemporáneo de todos los imperios considerables que alguna vez han existido en el mundo"

En “Essay on a Course of Liberal Education for Civil and Active Life” (Ensayo sobre un Curso de Educación Liberal para una Vida Civil y Activa, en español) (1765), "Lectures on History and General Policy" (Lecciones sobre Historia y Política General, en español (1788), y otras obras, Priestley argumentó que la educación de los jóvenes debe anticipar sus futuras necesidades prácticas. Este principio de la utilidad guio escuelas curriculares no convencionales para los aspirantes a estudiantes en la escuela de Enseñanza Media de Warrington. Él recomendó lenguas modernas, en vez de lenguas clásicas e historia moderna en vez de historia antigua. Sus lecciones sobre historia eran particularmente revolucionarias, narró un cuento de la historia providencialista y naturalista, argumentando que el estudio de la historia favoreció la comprensión de las leyes naturales de Dios. 
Aparte de eso, su perspectiva milenarista estaba íntimamente ligada a su optimismo en cuanto al progreso científico y la mejoría de la humanidad. Él acreditaba que el pueblo podría mejorar cada época a partir de la anterior y que el estudio de la historia permitía que las personas percibieran y avanzaran en este progreso. Una vez que el estudio de la historia era un imperativo moral para Priestley, también promovió la educación de las mujeres de clase media, lo que era poco común en la época. Algunos estudiosos de la educación describen a Priestley como el escritor inglés más importante sobre educación entre el siglo XVII de John Locke y el siglo XIX de Herbert Spencer. Lectures on History (Lecciones sobre Historia, en español) fue bien recibido y empleado por muchas instituciones de enseñanza, tales como New College en Hackney, Brown, Princeton, Yale y Cambridge. Priestley diseñó dos gráficos para servir como un ayudante en el estudio visual de sus Lecciones. Ambos fueron populares durante décadas, y los tutores de Warrington quedaron tan impresionados con sus lecciones y sus gráficos que consiguieron que la Universidad de Edimburgo le atribuyese el grado de Doctor en Leyes en 1764.

### Historia de la electricidad

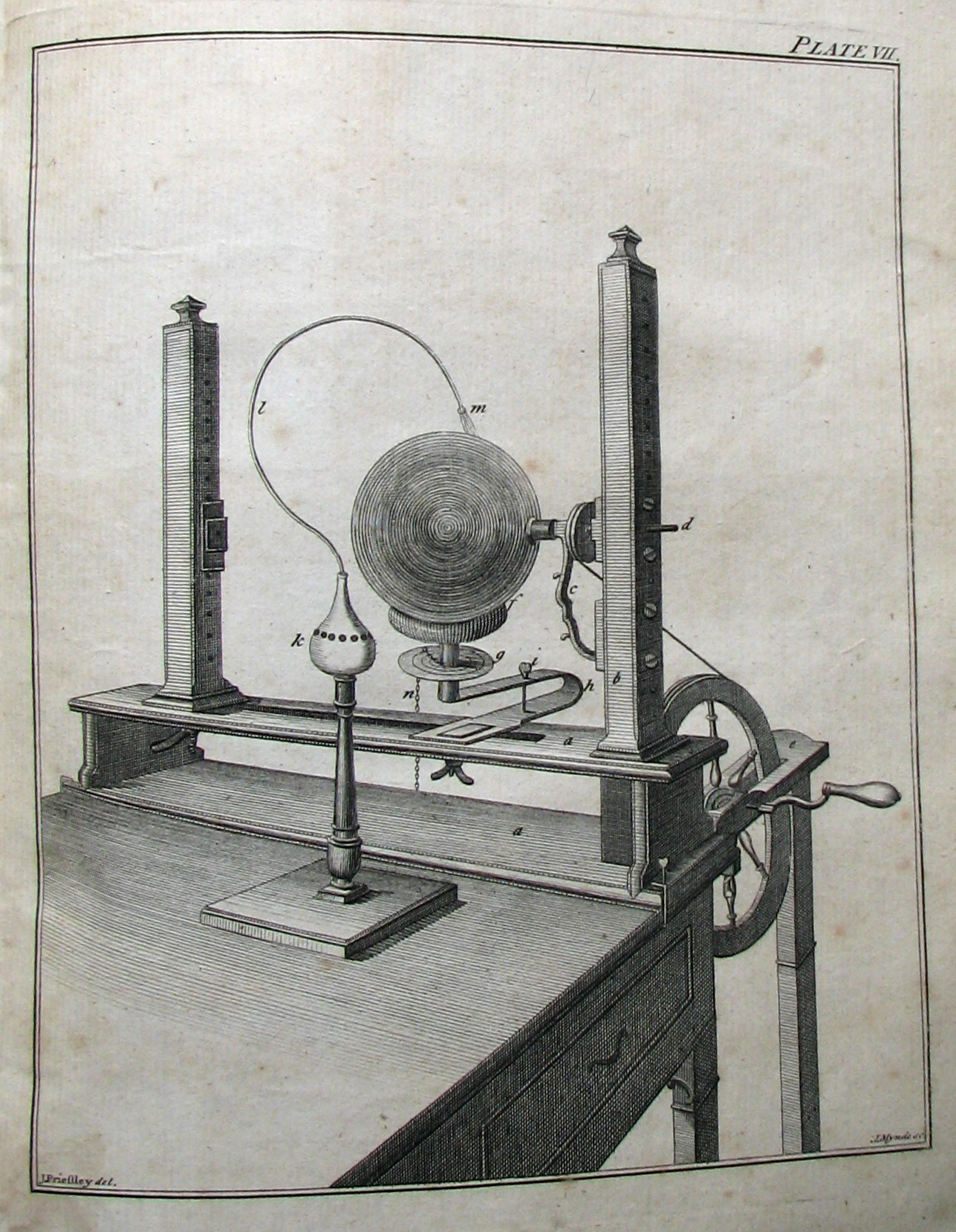
"Máquina eléctrica para experimentalistas amateur"" de Priestley, ilustrada en la primera edición de su Familiar Introduction to the Study of Electricity (1768)

El ambiente intelectualmente estimulante de Warrington, a menudo llamada la "Atenas del Norte" durante el siglo XVIII , alentó Priestley a tener más interés en la filosofía natural. Dio conferencias sobre anatomía y experiencias relativas a la temperatura realizadas con otro tutor de Warrington, su amigo John Seddon. A pesar de tener su horario lectivo bastante cargado, decidió escribir un libro sobre la historia de la electricidad. Algunos amigos le presentaron a algunos de los mejores experimentalistas del Reino Unido - John Canton, William Watson y Benjamin Franklin, que estaba de visita - los cuales incentivaron a Priestley a realizar los experimentos que quería incluir en su historia. En el proceso de replicación de los experimentos, Priestley quedó intrigado con preguntas sen respuesta y se le solicitó realizar los experimentos en su propio estilo. Impresionado con los Gráficos y los manuscritos de la historia de la electricidad de Priestley, Canton, Franklin, Watson, y Richard Price, nominaron a Priestley a una membresía en la Royal Society, en la que finalmente fue aceptado en 1766.
En 1767, las 700 páginas de “The History and Present State of Electricity” (La Historia y el Estado Presente de la Electricidad) fue publicada con críticas positivas. La primera mitad del texto es una historia del estudio de la electricidad hasta 1766; la segunda mitad, más influyente, es una descripción de teorías contemporáneas sobre la electricidad y sugerencias para futuras investigaciones. Priestley relató algunas de sus propios descubrimientos en la segunda sección, tales como la conductividad del carbón e de otras substancias y de la continuidad entre conductores y no-conductores. Este descubrimiento desmintió lo que él describió como “una de los primeras y universalmente recibidas máximas de la electricidad”, que solo agua y metales podían conducir la electricidad. Esta y otras experiencias sobre las propiedades eléctricas, de materiales eléctricos y sobre los efectos de las transformaciones químicas demostraron su continuo interés en la relación entre substancias químicas y la electricidad. Con base a sus experiencias con campos modificados, Priestley fue también el primero en proponer que la fuerza eléctrica seguía la ley del cuadrado inverso, semejante a la ley de Newton de la gravitación universal. Sin embargo, él no generalizó o elaboró la propuesta, y la ley general fue enunciada por el físico francés Charles-Agustín de Coulomb en la década de 1780.
La fuerza de Priestley como un filósofo natural fue más cualitativa que cuantitativa y su observación de “una verdadera corriente de aire” entre dos puentes electrificados, más tarde interesó a Michael Faraday y James Clerck Maxwell, cuando investigaron el electromagnetismo. Los textos de Priestley se convirtieron en la historia estándar sobre la electricidad durante más de un siglo; Alessandro Volta (que más tarde inventó la batería), WIlliam Herschel (quien descubrió la radiación infrarroja) y Henry Cavendish (quien descubrió el hidrógeno) seguían ese texto. Priestley escribió una versión popular de  “History of Electricity” (Historia de la Electricidad) para el público general, titulado : “A Familiar Introduction to the Study of Electricity” (Una Introducción Familiar al Estudio de la Electricidad)(1768).

## Leeds (1767-73)

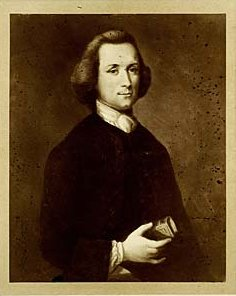
El primer retrato conocido de Priestley, conocido como el retrato de "Leeds"(c.1763)
exceptuando su membresía en el Comité de Bibliotecas de Leeds, Priestley no era activo en la vida social de la ciudad.

Tal vez por la mala salud de Mary Priestley, o por problemas financieros, o la voluntad de demostrar su valor a la comunidad que lo había rechazado en la infancia, Priestley se mudó con su familia de Warrington a Leeds, en 1767, convirtiéndose en ministro de Capela Mill Hill. Dos hijos nacieron de la familia Priestley en Leeds: Joseph Priestley Jr el 24 de julio de 1768 y William tres años más tarde. Theophilus Lindsey, un rector en Catterick, Yorkshire, se convirtió en uno de sus pocos amigos en Leeds, de quien él escribió: "Yo nunca publico nada relacionado con la teología, sin consultarlo." Schofield planteó que los integrantes de Mill Hill consideraba a Priestley un hereje. Cada año Priestley viajaba a Londres para reunirse con su gran amigo y editor, Joseph Johnson, y para asistir a reuniones de la Royal Society.

### Ministro de la Capilla Mill Hill

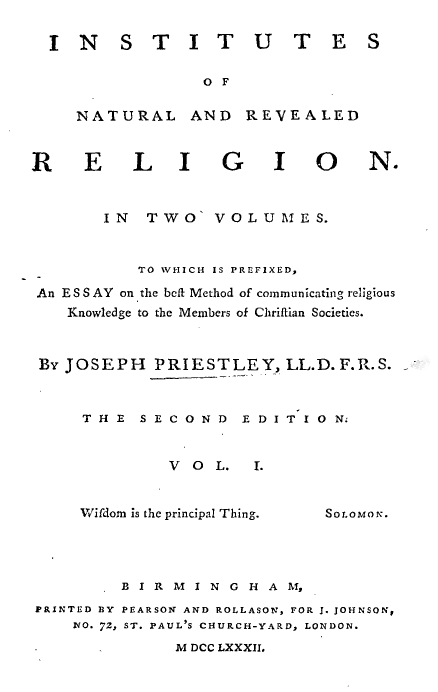
Priestley estuvo trabajando en Institutes of Natural and Revealed Religion desde sus días en Daventry.

Cuando Priestley se hizo ministro, la Capilla Mill Hill era una de las más antiguas y respetadas Congregaciones de Disidentes de Inglaterra. Sin embargo, durante el siglo XVIII la congregación se había fracturado en varias líneas doctrinales, y fue perdiendo miembros para el carismático movimiento metodista. Priestley creía que educando a los jóvenes, él podría reforzar los lazos de la congregación.
En su magistral Institutos de Religión Natural y Revelada (1772-1774), de tres volúmenes, Priestley delineó sus teorías de instrucción religiosa. Más importante, él estableció su creencia en el Socianismo. Las doctrinas que explicó acabaría por convertirse en las normas para unitarios en Gran Bretaña. Este trabajo marcó un cambio en el pensamiento teológico de Priestley, lo que es crítico para la comprensión de sus futuros escritos, esto preparó el camino para su materialismo y necesitarismo (la creencia de que un ser divino actúa de acuerdo con las leyes necesarias de la metafísica).
El argumento más importante de Priestley en Institutos era que las únicas verdades religiosas reveladas que pueden aceptarse son aquellas que concuerdan con la experiencia de cada uno en el mundo físico. Debido a su posición religiosa profundamente ligada a su comprensión de la naturaleza, el texto de teísmo se basó en el argumento teológico. Institutos chocó y horrorizó a muchos lectores, principalmente porque desafió dogmas cristianos, tales como la divinidad de Cristo y el milagro de la Inmaculada concepción. Priestley quiso devolver el cristianismo a su forma "primitiva" o "pura", eliminando las corrupciones que la religión había acumulado a lo largo de los siglos. La cuarta parte de los Institutos, una historia de las Corrupciones del Cristianismo, se hizo tan larga que fue forzado a publicarla por separado en 1782. Creía que Corruptions era "el más valioso trabajo" que publicó. Exigiendo que sus lectores se apliquen a la lógica de las ciencias emergentes y la comparación de la historia con la Biblia y el cristianismo, él alienó a lectores religiosos y científicos - los lectores científicos no apreciaron ver la ciencia usada en la defensa de la religión y los lectores religiosos rechazaban la aplicación de la ciencia en la religión.

### Religioso controverso
Priestley se involucró en numerosas guerras de propaganda política y religiosa. De acuerdo con Schofield, "entró en cada controversia con una convicción de que era correcto, mientras que la mayoría de sus adversarios estaban convencidos, desde el principio, de que estaba maliciosa y deliberadamente equivocado, era capaz de contrastar su dulce racionabilidad con el rencor personal hacia sus adversarios.” Sin embargo, como Schofield señaló, Priestley raramente alteraba su opinión, como resultado de estos debates.  Mientras estaba en Leeds, escribió panfletos controvertidos sobre la Cena del Señor y sobre la doctrina calvinista; Miles de copias fueron publicadas, haciéndolas las obras más ampliamente leídas de Priestley.
Priestley fundó el Theological Repository en 1768, un periódico comprometido con la investigación abierta y racional de cuestiones teológicas. Aunque prometía imprimir cualquier contribución, solo autores con la misma opinión sometieron sus artículos. Por lo tanto, estaba obligado a proporcionar gran parte del contenido del periódico (este material pasó a ser la base de muchas de sus obras teológicas y metafísicas más tarde). A los pocos años, debido a la falta de fondos, se vio obligado a cesar la publicación del periódico. Él regresó con la idea en 1784 con resultados similares.

### Defensor de los Disidentes y filósofo político

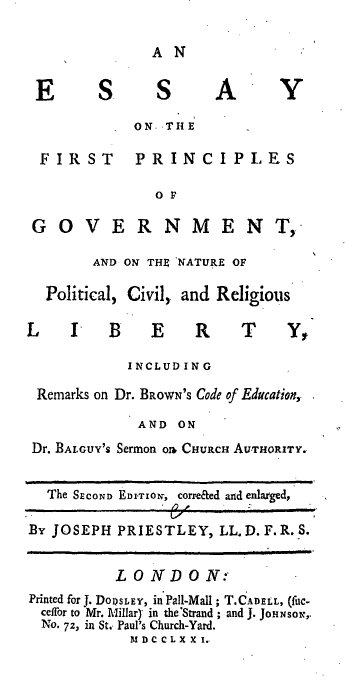
Su Essay on the First Principles of Government (1768) influenció a los filósofos políticos de comienzos del sigo 19, incluido Jeremy Bentham.

Muchos de los escritos políticos de Priestley apoyaron la revocación del Acto de Prueba y del Acto de la Corporación, lo que restringía el derecho de los Disidentes. Ellos no podrían ejercer cargos políticos, servir en las fuerzas armadas, o asistir a clases de Oxford y Cambridge, a menos que concordaran con los Treinta y nueve artículos de la Iglesia de Inglaterra. Los Disidentes repetidamente pidieron al Parlamento que revocara los Hechos, argumentando que estaban siendo tratados como ciudadanos de segunda clase.
Los amigos de Priestley, particularmente otros Disidentes Racionales, le instaron a publicar un trabajo sobre las injusticias vividas por los Disidentes; El resultado fue su ensayo en los primeros principios del gobierno (1768).
Uno de los primeros trabajos de la teoría de la política liberal moderna y el tratamiento de Priestley más profundo del asunto, fue lo que distinguió los derechos políticos de los derechos civiles con precisión y argumentó la expansión de los derechos civiles. Priestley identificó la distinción de las esferas públicas y privadas, alegando que el gobierno solo debe tener control sobre la esfera pública. La educación y la religión, en particular, eran asuntos privados de conciencia y no deben ser administrados por el Estado. Su radicalismo surgió más tarde a partir de su convicción de que el gobierno británico estaba infringiendo estas libertades individuales. Priestley también defendió los derechos de los Disidentes contra los ataques de William Blackstone, un teórico legal eminente, cuyo libro Comentarios sobre las Leyes de Inglaterra (1765-1769) se había convertido en el guía legal estándar. El libro de Blackstone afirmó que la disidencia a la Iglesia Anglicana es un crimen y que los Disidentes no podrían ser súbditos leales. Priestley, furioso, arremetió contra  Observaciones sobre los Comentarios del Dr. Blackstone corrigiendo la interpretación de la ley del mismo, su gramática (un tema altamente politizado en el momento), y la historia. Blackstone, alteró las ediciones posteriores de sus comentarios: reformuló los pasajes ofensivos y suplió las secciones que alegaban que los Disidentes no podían ser personas leales, pero retuvo su descripción de la Disidencia como un crimen.

### Filósofo natural: electricidad, óptica y agua carbonatada

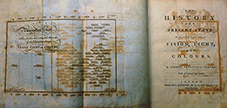
Optics: The History and Present State of Vision, Light, and Colours, publicado en 1772, London

Aunque Priestley alegó que la filosofía natural era apenas un pasatiempo, se la tomó en serio. En Historia de la Electricidad describió al científico como promotor de la “seguridad y felicidad humana”. La ciencia de Priestley fue eminentemente práctica y raramente se preocupaba por cuestiones teóricas; su modelo fue Benjamin Franklin. Cuando se mudó a Leeds, continuó sus experiencias eléctricas y químicas (estas últimas auxiliadas por un abastecimiento estable de dióxido carbono a partir de una cervecería del barrio). Entre 1767 y 1770, presentó cinco ideas a la Royal Society a partir de esos primeros experimentos; las cuatro primeras exploraron el efecto corona y otros fenómenos relacionados con la descarga eléctrica, mientras que el quinto estaba relacionado con la conductividad del carbón de diferentes procedencias. Sus posteriores trabajos experimentales incidieron sobre química y pneumática.
Priestley publicó el primer volumen de su historia proyectada de la filosofía experimental, The History and Present State of Discoveries Relating to Vision, Light and Colours (El Estado Histórico y Presente de Descubrimientos Relacionados con la Visión, Luz y Colores) en 1772. Prestó una especial atención a la historia de la óptica y presentó excelentes declaraciones de experimentos, mas su deficiencia en matemáticas hicieron que ignorase varias importantes teorías contemporáneas. Además, no incluyó ninguna de las secciones prácticas que habían hecho a su Historia de la Electricidad tan útil para los filósofos naturales prácticos. Al contrario que Historia de la Electricidad,  no fue popular y tan solo tuvo una edición, aunque fue el único libro en inglés sobre el tema en 150 años. Este texto escrito con prisa fue poco vendido ; los costes de la investigación, redacción y edición de Óptica convenció a Priestley a abandonar su historia de la filosofía experimental.
Priestley fue candidato a la posición de astrónomo para la segunda viaje por los Mares del Sur de James Cook, mas no fue escogido. Aun así, dio una pequeña contribución para esa viaje,  le enseñó a la tripulación un método para hacer agua carbonatada, 
que erróneamente especuló que sería una cura para el escorbuto. Entonces publicó un panfleto sobre Directions for Impregnating Water with Fixed Air (Directrices para Impregnar Agua con Aire Fijado) en 1772. Priestley no exploró el potencial comercial del agua carbonatada, pero otros como JJ Schweppe forjaron una fortuna a partir de ella. En 1772, la Royal Society reconoció las realizaciones de la filosofía natural de Priestley, premiándole con la Medalla Copley.
Los amigos de Priestley querían encontrarle una posición financieramente más segura. En 1772, recomendado por Richard Price y Benjamin Franklin, Lord Shelburne escribió a Priestley pidiéndole que dirigiese la educación de sus hijos y actuar como su asistente general. Aunque Priestley fue reticente a sacrificar su ministerio, aceptó el cargo, dimitiendo de la Capilla Mill Hill el 20 de diciembre de 1772, y dando su último sermón el 16 de mayo de 1773.

## Calne (1773-80)

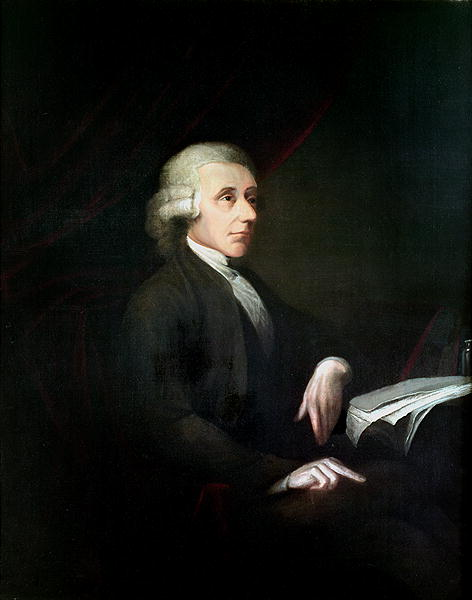
Un retrato de Priestley encargado por su publicador y buen amigo Joseph Johnson de parte de Henry Fuseli (c. 1783)

En 1773, los Priestley se mudaron a Calne, en Wiltshire, y un año después Lord Shelburne y Priestley realizaron un tour por Europa. De acuerdo con su amigo próximo, Theophilus Lindsey, “mejoró mucho, por el punto de vista de la humanidad en general”. A su regreso, fácilmente llevó a cabo sus deberes como librero y tutor. La carga de trabajo fue intencionadamente leve, dejándole tiempo para ejercer sus investigaciones científicas e intereses teológicos. Priestley también se volvió un consejero político de Shelburne con los disidentes y los intereses norteamericanos. Cuando su tercer hijo nació el 24 de mayo de 1777, le llamaron Henry a petición del Lord.

### Filósofo materialista

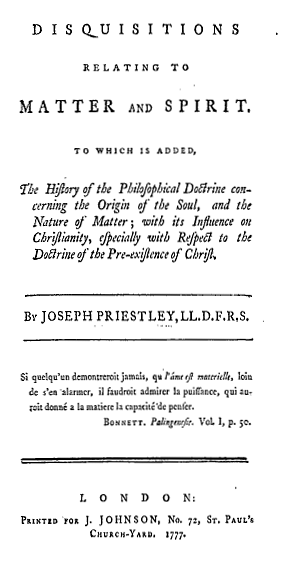
Sobre 1782, por lo menos una docena de refutaciones hostiles fueron publicadas a Disquisitions relating to Matter and Spirit, y Priestley fue etiquetado como un ateo.

Priestley escribió sus obras filosóficas más importantes durantes sus años con Lord Shelburne. En una serie de grandes textos metafísicos publicados entre 1774 y 1780- 
An Examination of Dr. Reid's Inquiry into the Human Mind, Hartley's Theory of the Human Mind on the Principle of the Association of Ideas, Disquisitions relating to Matter and Spirit, The Doctrine of Philosophical Necessity,  Letters to a Philosophical Unbeliever'- Defiende una filosofía que incorpora cuatro conceptos: determinismo, materialismo, causalidad y necesitarismo. Al estudiar el mundo natural, argumentó Priestley, las personas aprenderían a volverse más compasivas, felices y prósperas.
Priestley insistió fuertemente en la idea de que no existe un dualismo mente-cuerpo, y propuso una filosofía materialista en estas obras, o sea, basado en el principio de que todo en el universo está compuesto de materia y que podemos percibirla. También sustentó que discutir sobre el alma es imposible, porque el alma está hecha de una sustancia divina y la humanidad no puede percibir lo divino. A pesar de su separación entre lo divino y lo mortal, esta posición chocó e indignó a muchos de sus lectores, que acreditaban que ese dualismo era necesario para que el alma existiera.
Respondiendo al Système de la Nature (Sistema de la Naturaleza)(1770) del Barón d’Holbach y al Dialogues Concerning Natural Religion (Diálogos Relativos a la Religión Natural) de David Hume, así como las obras de filósofos franceses, Priestley sustentó que el materialismo y el determinismo podrían ser reconciliados con una creencia en Dios. Criticó aquellos cuya fe fue moldeada por libros y por moda, realizando una analogía entre el escepticismo del hombre educado y la credulidad de las masas populares.
Defendiendo que los seres humanos no tienen libre albedrío, Priestley argumentó que lo que él llamaba “necesidad filosófica” (semejante al determinismo absoluto) es consonante con la cristiandad, esta fue una posición basada en su entendimiento del mundo natural. Sustentó que, tal como el resto de la naturaleza, la mente del hombre está sujeta a las leyes de la causalidad, mas porque un Dios benevolente creó estas leyes, el mundo y las personas serán finalmente perfeccionadas. El mal es, por tanto, una imperfecta comprensión del mundo.
A pesar del trabajo filosófico de Priestley fue caracterizado como  “audaz y original”, participa de antiguas tradiciones filosóficas en problemas como el libre albedrío, el determinismo y el materialismo. Por ejemplo, el filósofo del sigo XVII Baruch Spinoza también argumentó sobre el determinismo absoluto y el materialismo absoluto. Tal como Spinoza y Priestley, Leibniz argumentó que la voluntad humana era completamente determinada por las leyes naturales, Sin embargo, al contrario que ellos, Leibniz argumentó a favor de un “universo paralelo” inmaterial de objetos (como las almas humanas) de tal modo que organizado por Dios, sus resultados concuerdan exactamente con las del universo material. Leibinz y Priestley compartían un optimismo de que Dios tenía escogida una cadena de acontecimientos benevolentemente ; sin embargo, Priestley acreditaba que los acontecimientos se estaban dirigiendo a una conclusión gloriosa y Milenarista, mientras que para Leibniz, la cadena de eventos entera fue optimizada en comparación con otras cadenas de eventos concebibles.

### Fundador del Unitarismo
Cuando Theophilus Lindsey decidió fundar una nueva denominación cristiana que no restringiese las creencias de sus miembros, Priestley y otros acudieron a ayudarlo. EL 17 de abril de 1774, Lindsey realizó el primer servicio unitario de Gran Bretaña, él mismo había proyectado su propia liturgia, la cual era criticada por muchos. Priestley defendió a su amigo en el panfleto Letter to a Layman, on the Subject of the Rev. Mr. Lindsey's Proposal for a Reformed English Church (Carta a un Laico, sobre la Propuesta del Reverendo Mr. Lindsey de una Iglesia Inglesa Reformada) (1774), alegando que solo la forma de culto había sido alterada y no su esencia, y atacando a aquellos que seguían la religión como una moda. Priestley participó de la Iglesia de Lindsey regularmente en la década de 1770 y, ocasionalmente, la predicó. Continuó apoyando los unitarios institucionalizados el resto de su vida, escribiendo varias defensas del unitarismo e incentivando a la fundación de nuevas capillas unitarias en toda Gran Bretaña y Estados Unidos.

### Experimentos y observaciones en diferentes tipos de aire

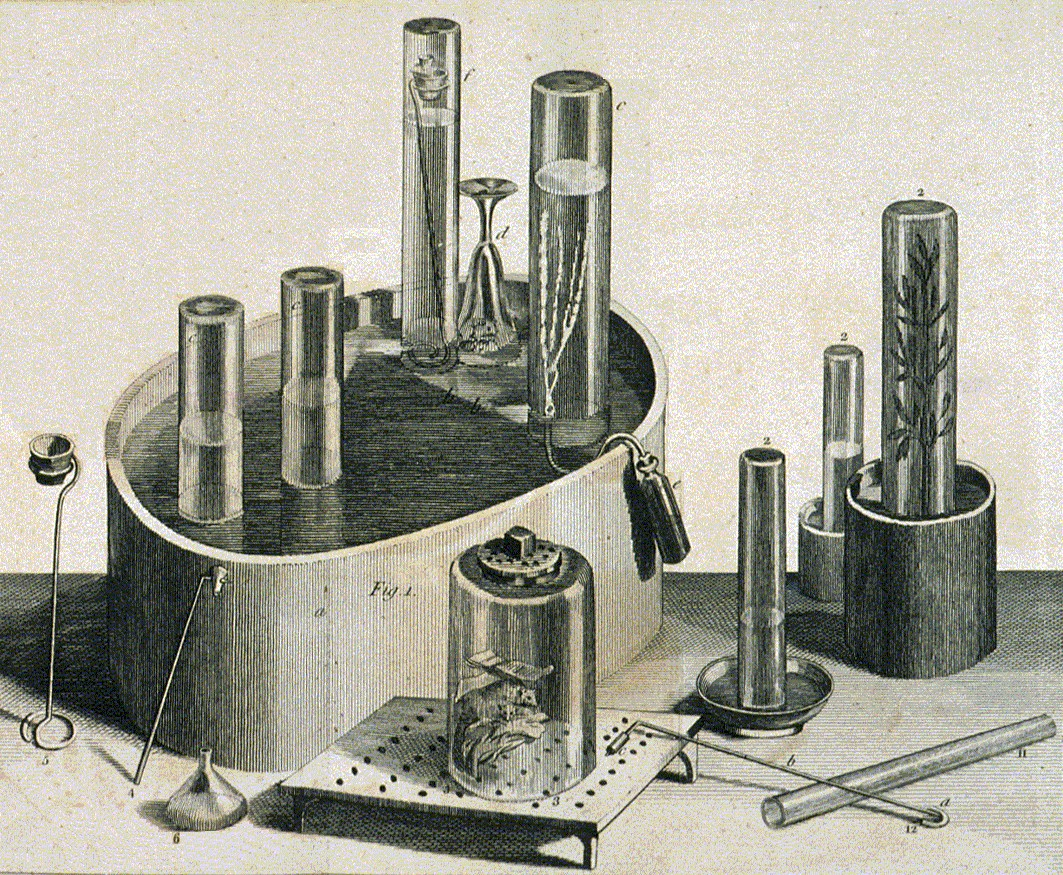
Equipo usado por Priestley en sus experimentos con gases, 1775

Los años de Priestley en Calne fueron los únicos en su vida dominados por la investigación científica, pues también fueron los más fecundos científicamente. Sus experimentos fueron casi totalmente confinados a “aires”, y a partir de ese trabajo surgieron sus más importantes textos científicos: los seis volúmenes de Experiments and Observations on Different Kinds of Air (Experimentos y Observaciones en Diferentes Tipos de Aire) (1774-1786). Estas experiencias contribuirán para repudiar los últimos vestigios de la teoría de los cuatro elementos, que Priestley intentaba sustituir con su propia variación de la teoría del flogisto. Según esta teoría del siglo XVIII, la combustión u oxidación de una sustancia corresponde a la liberación de una sustancia material, el flogisto.
El trabajo de Priestley sobre los “aires” no es fácilmente clasificado. Como el historiador de la ciencia Simon Schaffer escribió que el trabajo de Priestley “ha sido considerado como una rama de la física, o la química, o la filosofía natural, o una excesivamente idiosincrática versión de la propia invención de Priestley. Además, los volúmenes fueron al mismo tiempo un esfuerzo científico y político, en los cuales Priestley afirma que la ciencia podría destruir la “indebida y usurpada autoridad” y que el gobierno tenía “razones para temer a la misma presencia de una bomba de aire o de una máquina eléctrica".
El I Volumen de Experiments and Observations on Different Kinds of Air delinió una serie de descubrimientos: “aire nitroso” (óxido de nitrógeno (II), NO); “vapor del espíritu de sal”, más tarde llamado “aire ácido” o “aire ácido marino” (ácido clorhídrico anidro, HCl); “aire a alcalino” (amoníaco, NH3); “atenuado” o “aire nitroso desflogisticado” (óxido de nitrógeno (I), N2O); y, el más famoso, “aire desflogisticado” (oxígeno, O2), así como los resultados experimentales que acabarían por llevar al descubrimiento de la fotosíntesis. Priestley también desarrolló un “test de aire nitroso” para determinar la “bondad del aire”. Usando un abrevadero pneumático, él mezclaba aire nitroso con una muestra de prueba, sobre agua o mercurio, y media la disminución del volumen, el principio de eudiometría. Después de una pequeña historia del estudio de aires, explicó sus propias experiencias en un estilo abierto y sincero. Tal como un biógrafo novato escribe, “sea lo que sea que sabe o piensa él dice: dudas, perplejidades, errores son esclarecidos con la más refrescante franqueza”. También describió sus baratos y simples de montar, aparatos experimentales, sus amigos, por eso, creían que podrían fácilmente reproducir sus experimentos. Enfrentado a resultados experimentales inconsistentes, Priestley empleó la teoría del flogisto. Esto, sin embargo, le llevó a concluir que solo había 3 tipos de “aire”: “fijos”, “alcalinos” y “ácidos”. Priestley descartó la química floreciente de su época. En vez de eso, se centró en los gases y en los “cambios en sus propiedades sensibles”, como hicieron los filósofos naturales antes que él. Aisló el monóxido de carbono (CO), mas aparentemente no se dio cuenta de que era un “aire” distinto.

### Descubrimiento del oxígeno

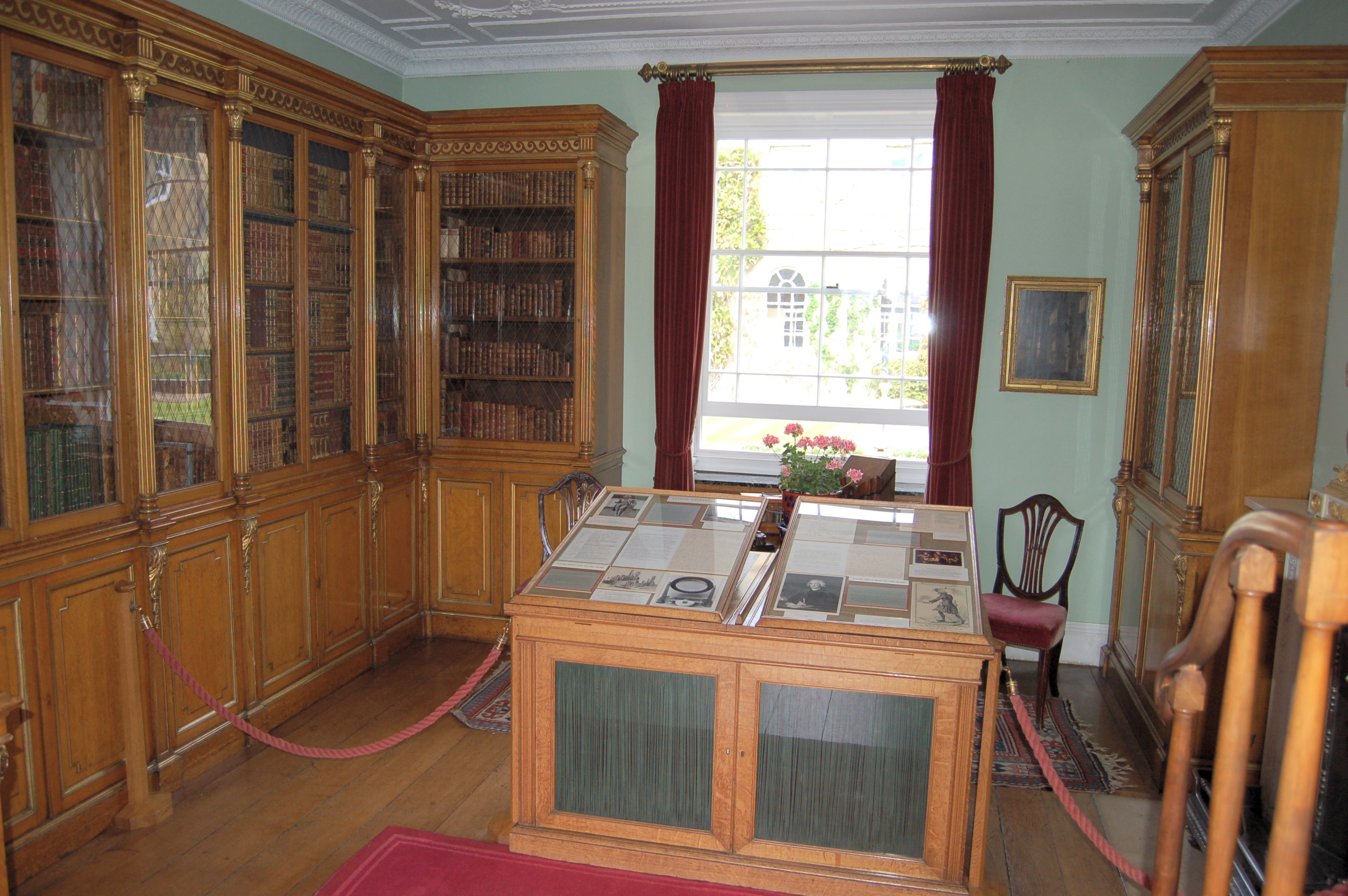
El laboratorio en la estancia de Lord Shelburne, Bowood House, en la cual Priestley descubrió el oxígeno

En agosto de 1774 Priestley hizo un “aire” que parecía ser completamente nuevo, pero ahora tiene la oportunidad de proseguir el asunto porque estaba a punto de hacer un viaje por Europa con Shelburne. En París, sin embargo, consiguió reproducir la experiencia para otros, incluido el químico francés Antoine Lavoisier. Después de regresar a Gran Bretaña en enero de 1775, continuó sus experiencias y descubrió el “aire vitriólico ácido” (dióxido de azufre, SO2).
En marzo, escribió para varias personas lo que se refiere al nuevo “aire” que había descubierto en agosto. Una de estas cartas fue leída en voz alta en la Royal Society en un documento que describía el descubrimiento, titulado “Una cuenta de nuevos descubrimientos en el aire”, se publicó en la revista de la Sociedad Philosophical Transactions of the Royal Society. Priestley llamó la nueva sustancia de "aire desflogisticado", en la que hizo en la famosa experiencia de enfocar los rayos del sol sobre una muestra de óxido de mercurio. Él fue el primero que probó en ratones, que le sorprendieron sobrevivir por bastante tiempo en una trampa llena con el aire, y luego sobre sí mismo, escribiendo que era 

"cinco o seis veces mejor que el aire común para los efectos de la respiración, inflamación y, creo, cualquier otro uso para el aire atmosférico normal".

En 1778, el gas fue renombrado oxígeno (O2) por Lavoisier.

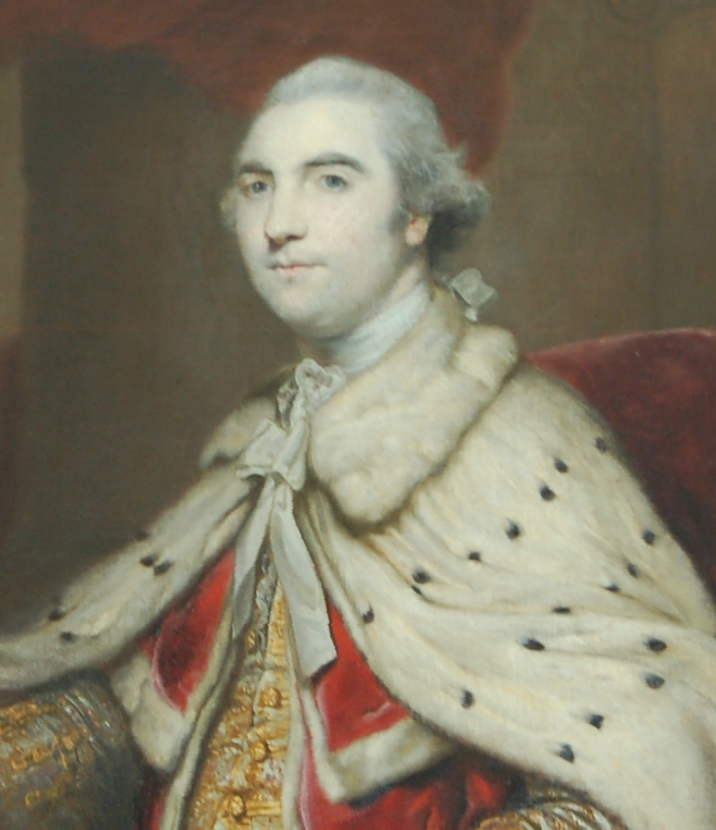
William Petty Landsdowne – un unitario – construyó un laboratorio para el famoso disidente en Bowood House.

Priestley agregó hechos como su descubrimiento del oxígeno y de varios otros en un segundo volumen de Experimentos y Observaciones sobre Aire (1776). Él no enfatizó su descubrimiento del "aire desflogisticado" (dejándolo para la tercera parte del volumen), pero en vez de eso, argumentó en el prefacio cómo fueron importantes los descubrimientos para la religión racional. Su obra narró el descubrimiento, por orden cronológico, narrando los largos intervalos entre sus primeras experiencias y su confusión inicial; Es difícil determinar exactamente cuando Priestley "descubrió" el oxígeno. Esta fecha es importante, ya que tanto Lavoisier con el farmacéutico sueco Carl Wilhelm Scheele tenían fuertes reivindicaciones para el descubrimiento del oxígeno. Scheele fue el primero en aislar el gas (aunque él publicó después de Priestley) y Lavoisier fue el primero en describirla como un "aire propio, sin alteración" purificado (es decir, el primero en explicar el oxígeno sin la Teoría del flogisto).
En su artículo titulado “Observaciones sobre la Respiración y el uso de la sangre", Priestley fue el primero en sugerir una conexión entre sangre y aire, pero lo hizo usando Teoría Del flogisto. En la típica manera de Priestley, él prefirió la obra con un estudio de la historia de la respiración. Un año después, claramente influenciado por Priestley, Lavoisier discutió la respiración también en la Académie des sciences. El trabajo de Lavoisier comenzó la larga secuencia de descubrimientos que produjo artículos sobre oxígeno y respiración y culminó en el abandono de Teoría del flogisto y del establecimiento de la química moderna.
Alrededor de 1779 Priestley y Shelburne tuvieron una ruptura; Los motivos precisos siguen siendo poco claros. Shelburne culpó a la salud de Priestley, mientras que Priestley alegó que Shelburne no tenía ningún nuevo uso para él. Algunos contemporáneos especularon que las palabras de Priestley habían herido la carrera política de Shelburne. Schofield argumentó que la razón más probable para el desentendimiento era el reciente matrimonio de Shelburne con Louisa Fitzpatrick - al parecer no le gustaba la Familia Priestley. Aunque Priestley consideró que se trasladara a América, finalmente aceptó la oferta de New Meeting, en Birmingham, para ser su ministro.

## Birmingham (1780-91)
En 1780 la familia Priestley se mudó a Birmingham y pasó una década feliz, rodeada por viejos amigos, hasta que fueron obligados a huir en 1791 de una violenta multitud de fanáticos religiosos. Priestley aceptó un cargo ministerial en New Meeting con la condición de que sería obligado a predicar y enseñar tan solo los domingos, de tal manera que tendría tiempo de escribir y realizar sus experimentos científicos. Como en Leeds, Priestley estableció clases para los jóvenes de su parroquia y en 1781, estaba enseñando 150 estudiantes.  Como su salario era de tan solo 100 guineas, sus amigos y patrones le donaron dinero y bienes para ayudarle a continuar sus investigaciones. Fue elegido como Miembro de Honor Extranjero de la Academia Americana de Artes y Ciencias en 1782.

### Revolución Química

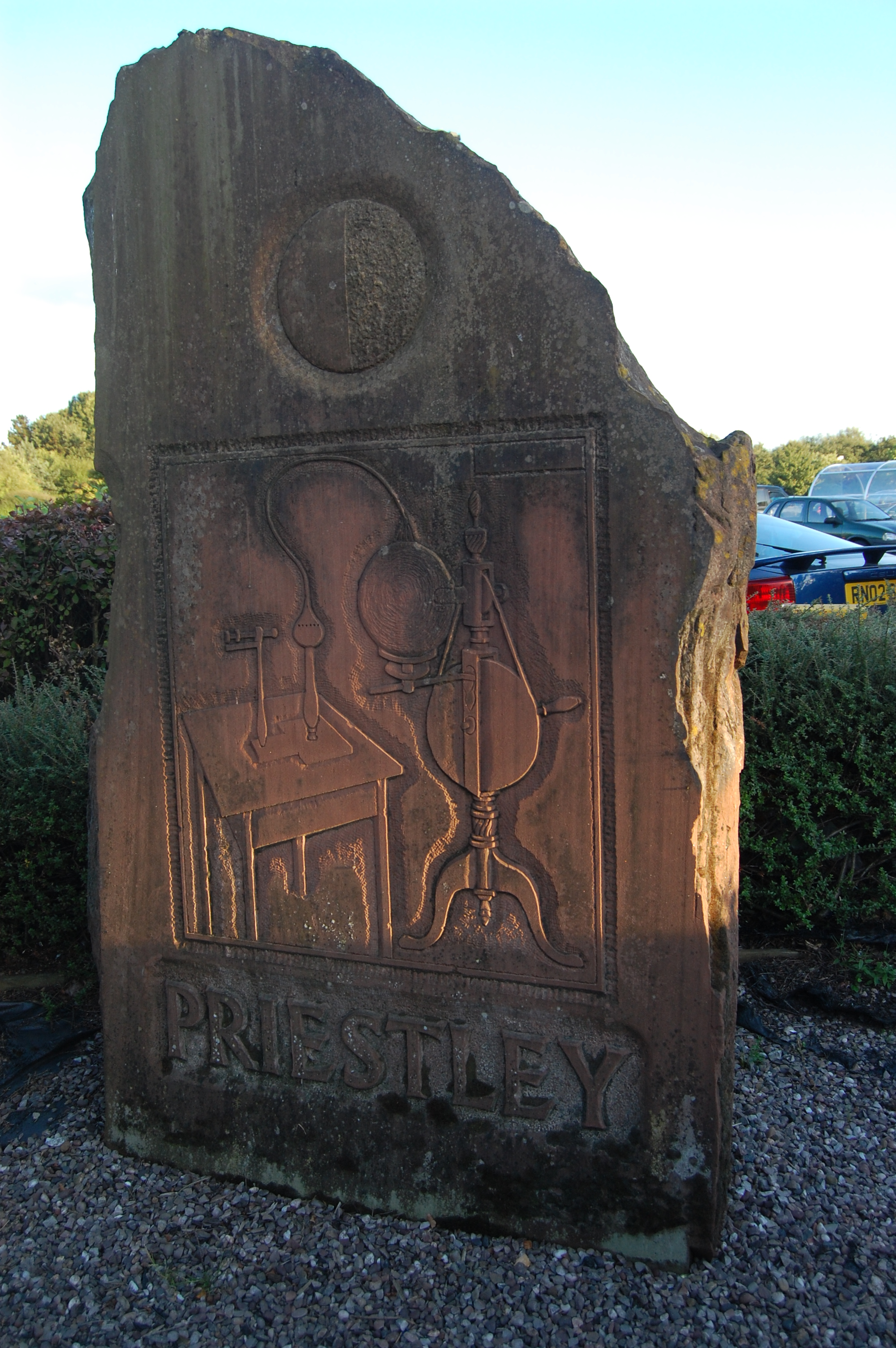
Una de un set de Piedras Lunares de la Sociedad Lunar conmemorando a Priestley en Great Barr, Birmingham

Muchos de los amigos que Priestley hizo en Birmingham eran miembros de la Sociedad Lunar, un grupo de artesanos, inventores y filósofos naturales que se reunían mensualmente para discutir su trabajo. El núcleo del grupo incluía hombres como el fabricante Matthew Boulton, el químico y geólogo James Keir, el inventor e ingeniero James Watt, y el botánico, químico y geólogo William Withering. A Priestley se le invitó a unirse a esta sociedad única y contribuyó mucho al trabajo de sus miembros. Como resultado de este ambiente intelectual, publicó varios importantes artículos científicos, incluyendo Experiments relating to Phlogiston, and the seeming Conversion of Water into Air (Experimentos relacionados con el Flogisto y la aparente transformación de Agua en Aire) (1783). La primera parte intenta refutar los argumentos de Lavoisier para su trabajo sobre el oxígeno, la segunda parte describe cómo el vapor es “convertido” en aire. Después de diversas variaciones de experimentos, con diferentes sustancias como combustible y diferentes aparatos de recolección (que produjeron diferentes resultados), concluyó que el aire podía viajar a través de más sustancias de lo que previamente se suponía, una conclusión “contraria a todos los principios conocidos de hidrostática”. Este descubrimiento, junto con su anterior trabajo en lo que más tarde se reconocería como difusión gaseosa, eventualmente llevaría a John Dalton y Thomas Graham a formular la teoría cinética de los gases.

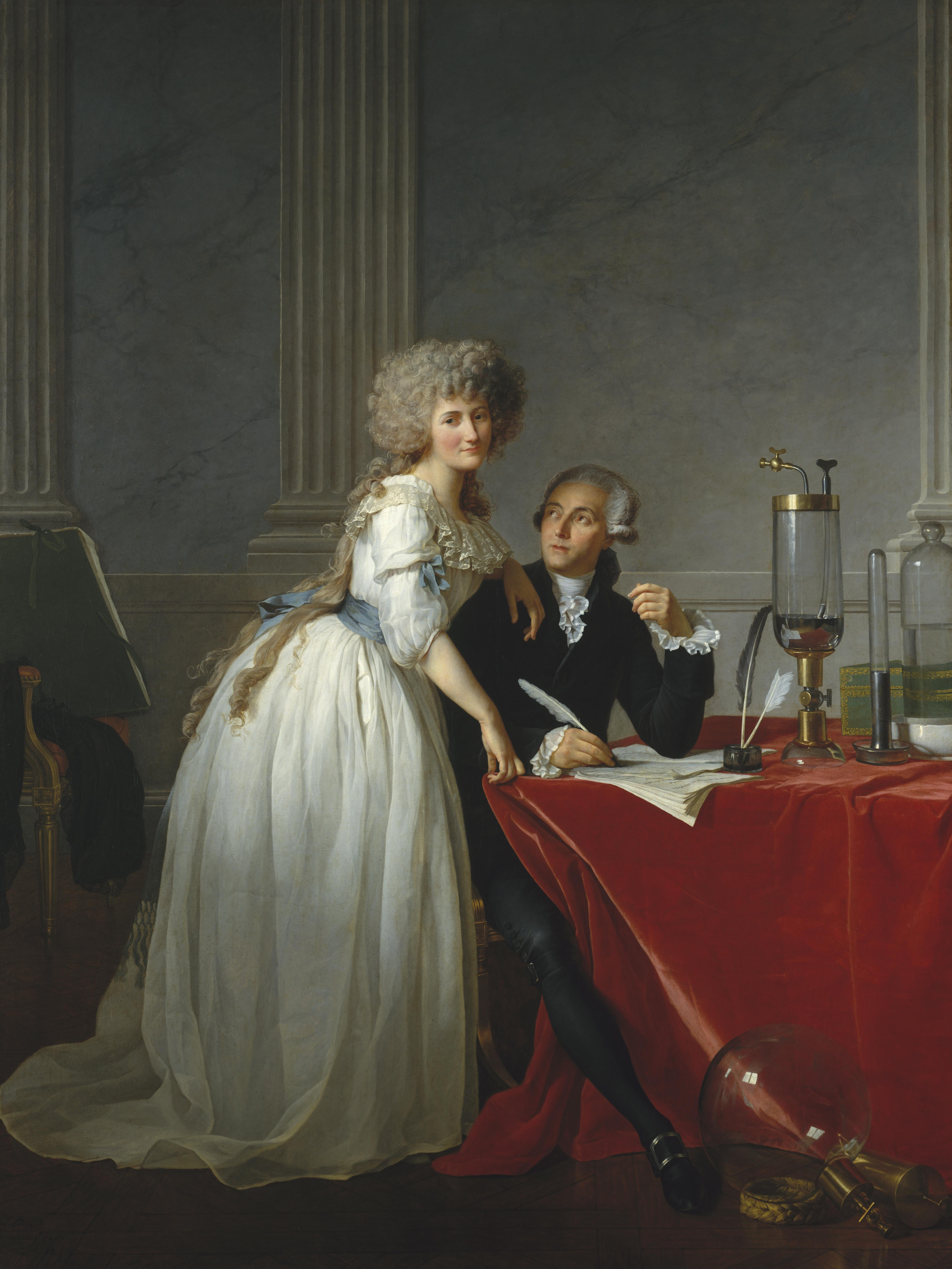
Antoine Lavoisier y su mujer, Marie-Anne Pierrette Paulze, por Jacques-Louis David, 1788

En 1777, Antoine Lavoisier había escrito Mémoire sur la combustion en général, el primero de lo que se probó ser una serie de ataques a la teoría del flogisto; fueron estos ataques contra los que Priestley respondió en 1783. Mientras Priestley aceptó partes de la teoría de Lavoisier, no estaba preparado para admitir las mayores revoluciones que Lavoisier propuso: la eIiminación del flogisto, una química basada conceptualmente en elementos y compuestos y una nueva nomenclatura química. Los experimentos originales de Priestley en “aire desflogisticado” (oxígeno), combustión y agua le proporcionaron a Lavoisier con los datos que necesitó para construir gran parte de su sistema, aunque Priestley nunca aceptó las nuevas teorías de Lavoisier y continuó defendiendo la teoría del flogisto el resto de su vida.
El sistema de Lavoisier estaba ampliamente basado en el concepto cuantitativo de que la masa no es creada ni destruida en reacciones químicas (principio de la conservación de la masa). En contraste, Priestley prefirió observar los cambios cualitativos en calor, color y particularmente volumen. Sus experimentos probaron “aires” por “la solubilidad en agua, su poder de aguantar o extinguir la llama, si eran respirables, como se comportaban con aires ácidos y alcalinos, y con óxido nítrico y aire inflamable, y finalmente cómo les afectaban las chispas eléctricas.
En 1789, cuando Lavoisier publicó Traité Élémentaire de Chimie y fundó 	Annales de Chimie, la nueva química llegó por sí sola. Priestley publicó más artículos científicos en Birmingham, la mayoría intentando refutar a Lavoisier. Priestley y otros miembros de la Sociedad Lunar discutieron que el nuevo sistema francés era demasiado caro, demasiado difícil de probar e innecesariamente complejo. Priestley en particular rechazó el áurea de “establecimiento”. Al final, la visión de Lavoisier prevaleció: su nueva química introdujo muchos principios en los cuales la química moderna está basada.
El rechazo de Priestley a aceptar la “nueva química” de Lavoisier, así como la conservación de la masa, y su determinación a adherirse a una teoría menos satisfactoria ha sorprendido a muchos eruditos.
Schofield explica: “Priestley nunca fue un químico, en un moderno, e incluso en un Lavoisierano, sentido, nunca fue un científico. Era un filósofo natural, preocupado por la economía de la naturaleza y obsesionado con la idea de la unidad, en la teología y en la naturaleza”. El historiador de la ciencia John McEvoy está ampliamente de acuerdo, escribiendo que el punto de vista de Priestley de la naturaleza como concordante con Dios e infinita, que le llevó a centrarse en hechos sobre hipótesis y teorías, le llevaron a rechazar el sistema de Lavoisier. McEvoy argumenta que “La sola y aislada oposición de Priestley a la teoría del oxígeno fue una medida de su pasional preocupación por los principios de la libertad intelectual, igualdad epistemológica e investigación crítica”. El propio Priestley clamó en el último volumen de Experiments and Observations que sus más valiosos trabajos fueron sus teológicos porque fueron “superiores en dignidad e importancia”.

### Defensor de los disidentes y de los revolucionarios franceses

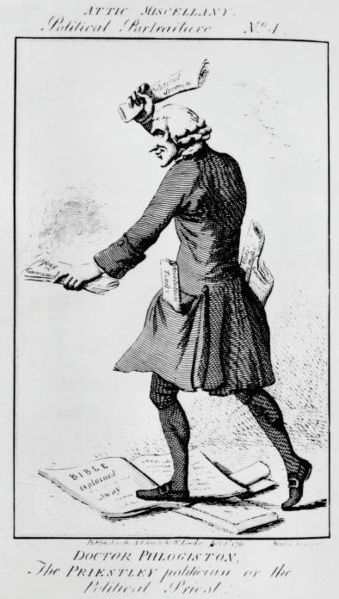
DOCTOR PHLOGISTON,
The PRIESTLEY politician or the Political Priest Este dibujo anti-Priestley le muestra pisando la Biblia y quemando documentos representando la libertad inglesa. "Essays on Matter and Spirit", "Gunpowder", y "Revolution Toasts" sobresalen de sus bolsillos.

Aunque Priestley está ocupado defendiendo la Teoría del flogisto de los "nuevos químicos modernos", la mayor parte de lo que publicó en Birmingham fue sobre teología. En 1782 publicó su cuarto volumen de Institutos, An History of the Corruptions of Christianity describiendo cómo creía que las enseñanzas del inicio de la Iglesia Cristiana habían sido "corrompidas" o distorsionadas. Schofield describe el trabajo como "poco original, desorganizado, con muchas palabras, repetitivo, detallado, exhaustivo, y devastadoramente discutido”. El texto aborda cuestiones que van desde la divinidad de Cristo hasta la Cena del Señor. Priestley prosiguió, en 1786, con el libro titulado provocativamente, Una Historia de las Opiniones Tempranas acerca de Cristo Jesús, recopilada de los Escritores Originales, que prueban que la Iglesia Cristiana fue a primera Unitaria. Thomas Jefferson, más tarde, escribió sobre el profundo efecto que estos dos libros habían tenido sobre él: "He leído sus Corrupciones del Cristianismo, y Opiniones relativas a Jesucristo, una y otra vez, y yo me baso en ellos ... como una base De mi propia fe. Estos escritos nunca fueron respondidos. Aunque algunos lectores como Jefferson y otros Disidentes Racionales aprobaron la obra, ella fue rudamente revisada debido a su extrema posición teológica, particularmente su rechazo de la Santísima Trinidad.
En 1785, mientras que Priestley estaba involucrado en la guerra de folletos sobre Corruptions, él publicó también La Importancia y el Alcance de la Libertad de Investigación, alegando que la reforma protestante no había realmente reformado la Iglesia Católica. En las palabras que iban a hervir en más de un debate nacional, él desafió a sus lectores a promulgar el cambio:

"No seamos desalentados, aunque, del presente, no debemos ver ningún gran número de iglesias declaradamente unitarias ... Somos, por decirlo así, pólvora, que, grano por grano, en el marco del antiguo edificio del error y la superstición, que una sola La vela puede reencender a continuación, para producir una explosión instantánea, en consecuencia de la cual ese edificio, la edificación de que ha sido el trabajo de edades, pueden ser derribados en un momento, tan eficazmente y la misma fundación nunca podría ser erguida otra vez ..."

Aunque desanimado por los amigos de utilizar ese tipo de lenguaje inflamatorio, Priestley se negó a volver abajo de sus opiniones en la prensa escrita. Después de la publicación de este aparente llamamiento a la revolución en burla de la Revolución Francesa, los panfletarios intensificaron sus ataques a Priestley y él y su iglesia fueron amenazados con una acción legal.

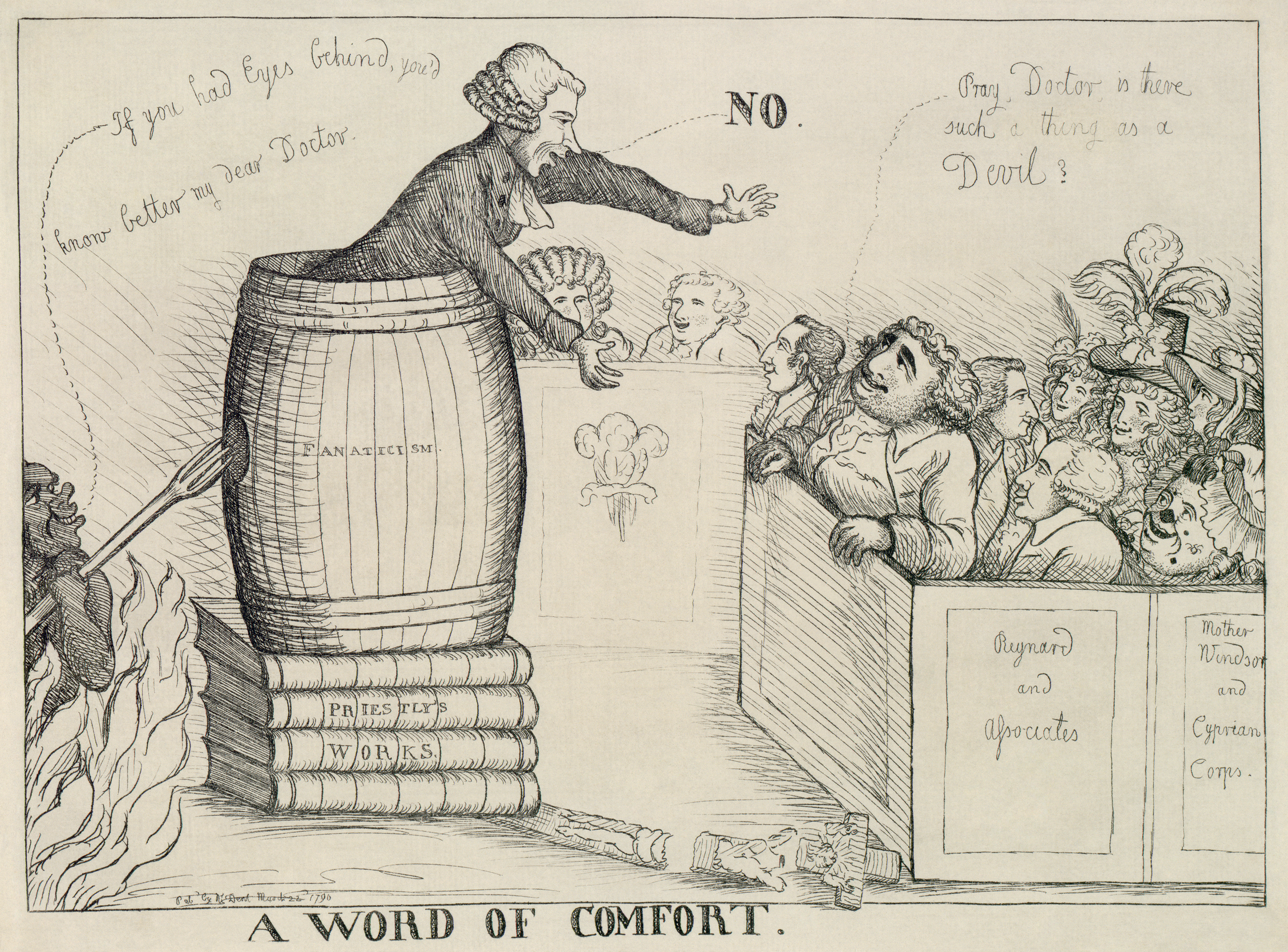
"Una palabra de confort" por William Dent (22 de marzo de 1790). Priestley está predicando frente a Charles James Fox quien pregunta "Doctor, existe algo como el Demonio?", a lo que Priestley responde "No" mientras el diablo se prepara para atacar a Priestley por detrás.

En 1787, 1789, 1790 y, los Disidentes intentaron nuevamente revocar el Acto de Prueba y el Acto de la Corporación de 1661. Aunque inicialmente parecía que ellos podían tener éxito, por vola de 1790, con los temores de revolución que asolaban en el Parlamento Británico, Seducidos por los llamamientos a la igualdad de derechos. Las caricaturas políticas, uno de los medios más eficaces y populares de la época, detonó a los Disidentes y Priestley. En el Parlamento, William Pitt y Edmund Burke argumentaron contra la revocación, una traición que irritó a Priestley ya sus amigos, que habían esperado a esos dos hombres de apoyo. Escribió una serie de Cartas para William Pitt y las Cartas para Burke, en un intento de persuadirlos, pero solo estas publicaciones revolucionaron aún más a la población contra él.
Los disidentes que apoyaron a la Revolución Francesa vinieron bajo una sospechosa creciente de escepticismo como el crecimiento de la revolución. En su propaganda contra los "radicales", la administración de William Pitt utilizó la declaración de "Pólvora" para argumentar que Priestley y otros Disidentes querían derrocar al gobierno. Edmund Burke, en su famoso Reflectiones on the Revolution in France (Reflejos de la Revolución en Francia)(1790), vinculó a filósofos naturales, y, específicamente, a Priestley a la Revolución Francesa, escribiendo que radicales, que apoyaron la ciencia en Gran Bretaña "consideraron al hombre en sus experiencias no más de lo que hacen en un ratón de pruebas." Burke también asoció principios republicanos con la alquimia y el aire insubstancial, burlándose del trabajo científico realizado por ambos Priestley y químicos franceses. Hizo escritos muy tardíos de vínculos entre la "Pólvora Joe", la ciencia, y Lavoisier en el que estaba perfeccionando la pólvora para Francia en sus guerras revolucionarias contra Gran Bretaña.  Paradojalmente, un estadista secular, Burke, argumentó contra la ciencia y mantuvo que la religión debe ser la base de la sociedad civil, considerando que un ministro Disidente, Priestley, argumentó que la religión no podría proporcionar la base para la sociedad civil y debería ser restringido a una vida privada.

### Tumultos de Birmingham de 1791

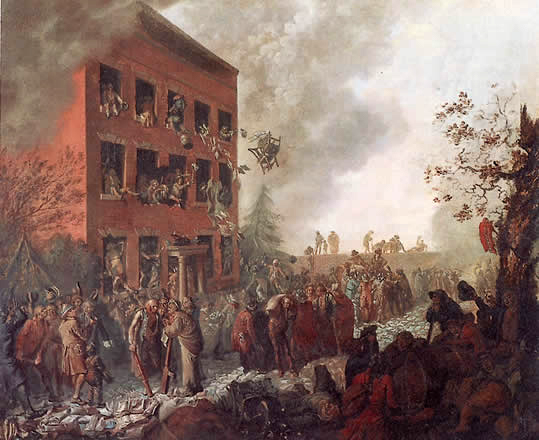
El ataque a la casa de Priestley, Fairhill, Sparkbrook, Birmingham

El ánimo que venía creciendo contra Disidentes y partidarios de las revoluciones estadounidense y francesa explotó en julio de 1791. Priestley y varios otros Disidentes severos habían organizado tener una cena de celebración del aniversario de la toma de la Bastilla, una acción provocadora en un país donde había muchos contra La Revolución Francesa y temían que pudiera extenderse por toda Gran Bretaña. Temiendo violencia, Priestley fue convencido por sus amigos a no comparecer. Los desorientadores se reunieron a la puerta del hotel durante el banquete y atacar a los participantes. Se mudaron a las iglesias Nuevo Encuentro y Viejo Encuentro los rebeldes incendiaron ambas. Priestley y su mujer huyeron de sus casas, aunque su hijo William y otros se quedaron atrás, para proteger sus bienes, la mafia los sobrepasó e incendió su casa, destruyeron su valioso laboratorio y todas las pertenencias de la familia. Otras casas de disidentes fueron incendiadas durante los tres días de motín. Priestley pasó varios días escondido con sus amigos hasta que fue capaz de viajar con seguridad a Londres. Los ataques ejecutados cautelosamente por la "mafia" y los ensayos farsantes de apenas un puñado de "líderes" convencieron a muchos en la época e historiadores modernos después que los atentados fueron planeados y autorizados por el magistrado local de Birmingham. Cuando el Rey Jorge III terminó siendo obligado a enviar tropas al área, él dijo: "No puedo dejar de sentirme agradecido de que Priestley sea el sufridor por las doctrinas que él y su partido han inculcado, y que la gente lo vea en su verdadera luz.

## Hackney (1791-94)
Siendo imposible regresar a Birmingham, la familia Priestley se estableció en Lower Clapton, Hackney, donde dio una serie de charlas sobre la historia y la filosofía natural en la Disidentes Academy, New College. Amigos ayudaron a la pareja a reconstruir sus vidas, contribuyendo con dinero, libros y equipos de laboratorio. Priestley intentó obtener la restitución del Gobierno a una destrucción de propiedad en su Birmingham, fue más inteligente nunca totalmente reembolsado. El también publicó An Appeal to the Public on the Subject of the Riots in Birmingham (Un Llamamiento para el Público sobre el Tema de los Disturbios en Birmingham)(1791), en la que indicó la Población Birmingham para permitir que los disturbios de ocurrir y de "violar los principios del gobierno inglés".

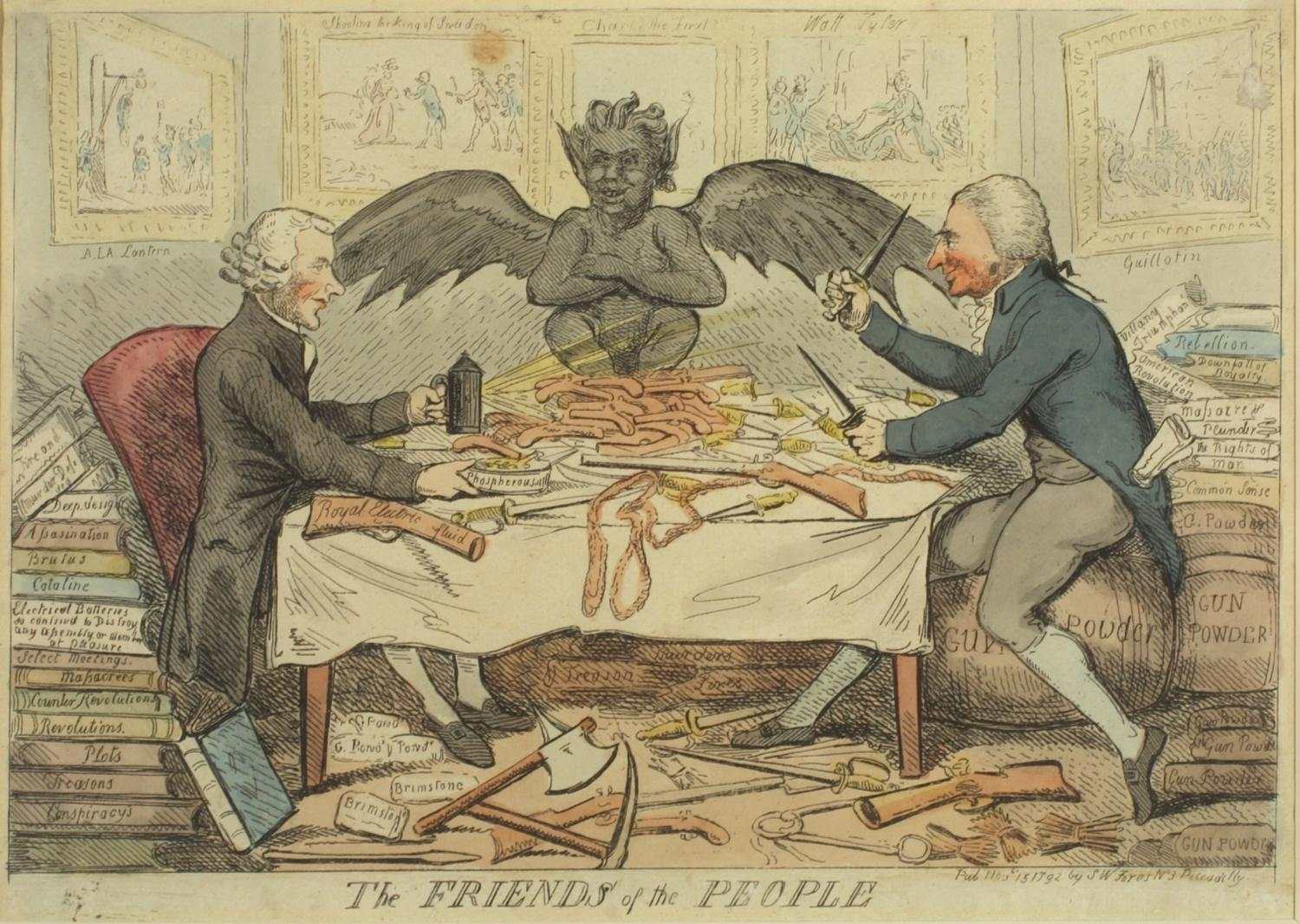
The Friends of the People, 15 de noviembre de 1792, caricaturzando a Joseph Priestley y a Thomas Paine (Chemical Heritage Foundation Museum)

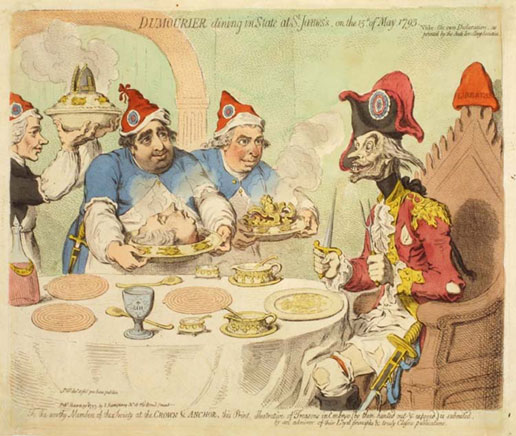
Dumourier Dining in State at St James's, on the 15th of May, 1793 po James Gillray: Priestley lleva un pastel coronado con una mitra, mientras él, Fox y Sheridan sirven a Dumourier

Los amigos le exhortaron abandonar el Reino Unido y emigrar a Francia o los nuevos Estados Unidos, aunque Priestley recibió un nombramiento para predicar en la congregación de Gravel Pit Meeting. Los sermones que predicaba allí, especialmente los dos Sermones de Ayuno, reflejan su creciente milenarismo y su convicción de que el fin del mundo se estaba acercando. Después de comparar las profecías bíblicas a historias recientes, Priestley concluyó que la Revolución Francesa fue un preanuncio de la Segunda venida de Cristo. Sus obras tenían siempre un elenco milenario, pero después del inicio de la Revolución Francesa, esta tensión aumentó. Escribió a un joven amigo que, aunque él mismo no vería la segunda venida, su amigo "probablemente viva para verla ... Esto no puede, creo que serán más de veinte años [de aquí en adelante]."
La vida cotidiana se volvió más difícil para la familia: Priestley fue quemado en efigie junto con Thomas Paine; Las caricaturas de políticas viciosas continuaron siendo publicadas sobre él; Las cartas fueron enviadas a él de todo el país, comparándolo al diablo y Guy Fawkes; Los amigos de la Academia Real se distanciaron. Como las penalidades se volvieron más severas para aquellos que se manifestaron contra el gobierno, ya pesar de ser elegido para la Convención Nacional Francesa por tres ministerios distintos, en 1792, decidió avanzar con su familia hacia los Estados Unidos. Cinco semanas después de la salida de Priestley, la administración de William Pitt comenzó a arrestar a los radicales por el libelo sedicioso, lo que resultó en el famoso Test de Traición de 1794.

## Pensilvania (1794-1804)

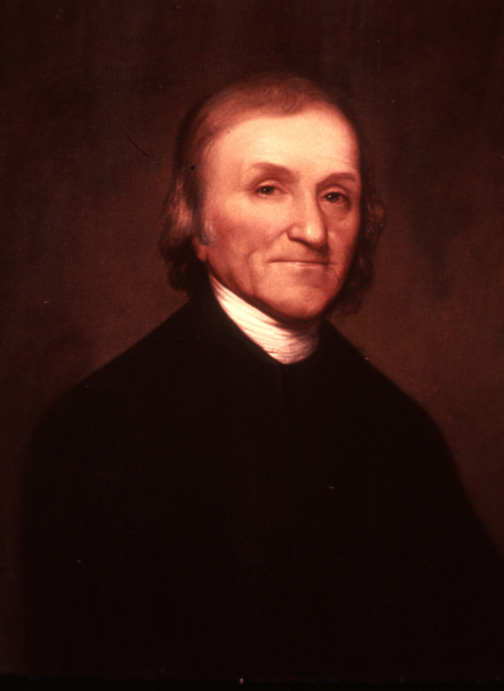
Priestley, pintado con edad avanzada por Rembrandt Peale (c. 1800); los americanos conocían a Priestley menos como un hombre de ciencias y más como un defensor de la libertad de las colonias y los disidentes.

La familia Priestley llegó a la ciudad de Nueva York en 1794. Ellos fueron inmediatamente aclamados por varias facciones políticas que vinieron para ganar el endoso de Priestley. ÉL disminuyó sus ruegos, con la esperanza de evitar desentendimientos políticos en este nuevo país. Como la pareja se desplazó a su nueva casa en Northumberland, Pensilvania, se detuvo en Filadelfia, donde Priestley dio una serie de sermones y ayudó a fundar la Primera Iglesia Unitaria de Filadelfia. Rechazó la oportunidad de enseñar química en la Universidad de Pensilvania, y la pareja comenzó a construir una casa en el campo.
Los intentos para evitar controversias políticas en Estados Unidos fracasaron. En 1795 William Cobbett publicó Observaciones sobre la Emigración del Dr. Joseph Priestley en la que lo acusó de traición contra el Reino Unido y el intento de minar su credibilidad científica. Su reputación cayó aún más cuando Cobbett consiguió obtener un conjunto de cartas enviadas a Priestley por el impresor radical John Hurford Stone y la novelista liberal Helen Maria Williams, que estaban ambos viviendo en Francia revolucionaria. Cobbett publicó las cartas en su periódico, afirmando que Priestley y sus amigos estaban fomentando una revolución. Priestley acabó siendo obligado a defenderse en la impresión.
También por razones familiares la estadía de Priestley en Estados Unidos fue difícil. Su hijo, Henry murió en 1795, probablemente de malaria. Mary Priestley murió poco después, en 1796, ella ya estaba enferma y nunca se recuperó totalmente después del choque de la muerte de su hijo. Después de la muerte de su mujer, Priestley escribió a un amigo:

"me siento muy triste e incapaz de hacer los esfuerzos que estaba acostumbrado a hacer. Habiendo sido muy doméstico, leyendo y escribiendo como mi mujer sentada cerca de mí, frecuentemente leyendo con ella; yo me siento falto de ella por todas partes."

Las relaciones de su familia se deterioraron aún más en 1800, cuando un periódico local de Pensilvania publicó un artículo acusando a William Priestley de haber sido intoxicado con “principios franceses”, y haber intentado envenenar a toda la familia, tanto padre como hijo niegan vigorosamente la historia.
[[Imagem:Joseph Priestley House.JPG|200px|miniatura|direita|La casa rural de Priestley en Pensilvania.]][146][146][146][146][146][146][146][146]
Priestley continuó con los proyectos educativos que siempre fueron importantes para él, ayudando a establecer la "Academia de Northumberland" ya donar su biblioteca a la institución. Él intercambió cartas-considerando la estructura de una buena universidad- con Thomas Jefferson, que usó su consejo cuando fundó la Universidad de Virginia. Jefferson y Priestley se acercaron a él cuando él había completado su Historia General de la Iglesia Cristiana, le dedicó al presidente Jefferson, escribiendo que "ahora, eso es sólo lo que puedo decir, que no veo nada que temer del lado del poder, el gobierno bajo el cual yo vivo por primera vez es verdaderamente favorable a mí."
Priestley intentó proseguir sus investigaciones científicas, en Estados Unidos, con el apoyo de la Asociación Americana Filosófica. Se vio perjudicado por la falta de noticias de Europa; Desconociendo los últimos avances científicos, ya no estaba en el frente del descubrimiento. Aunque la mayoría de sus publicaciones centradas en la defensa de la Teoría del flogisto, también hizo algunos trabajos originales sobre generación espontánea y sueños. A pesar de la reducida producción científica, su presencia estimuló intereses americanos en la química.
En 1801 Priestley se volvió tan enfermo que no podía seguir escribiendo o realizando experimentos. Murió en la mañana del 6 de febrero de 1804. El Epitafio de Priestley se lee::

“Vuelve a tu reposo, alma mía, para el 
Senhor que te trató con benevolencia.
Me voy a acostar en paz y dormir hasta que
Me despierte en la mañana de la resurrección.”

## Legado

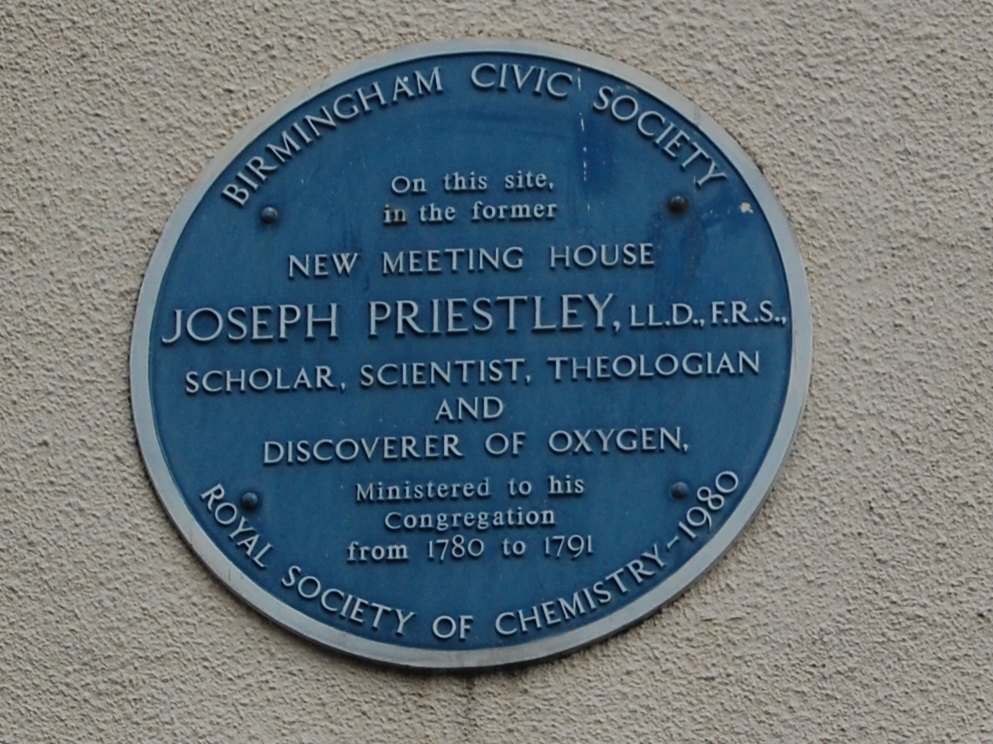
Una placa azul, New Meeting Street, Birmingham

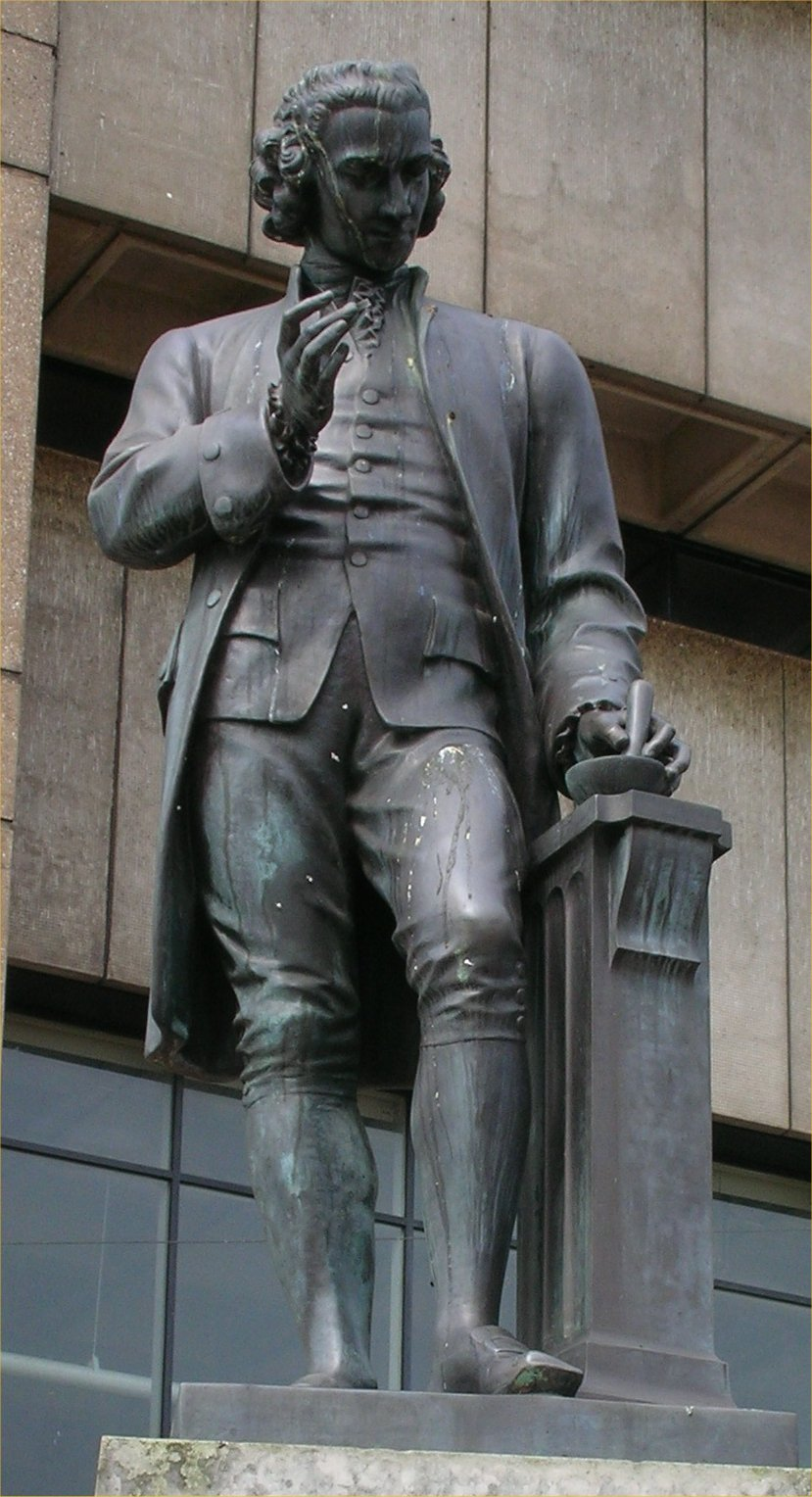
Estatua de Priestley por Francis John Williamson, en Chamberlain Square, Birmingham

En la época en que murió, en 1804, Priestley había sido hecho miembro de cada gran sociedad científica en el mundo y descubrió innumerables sustancias. El naturalista francés del siglo XIX Georges Cuvier, en su alabanza a Priestley, elogió sus descubrimientos y, simultáneamente, lamentó su rechazo a abandonar Teoría del flogisto, llamándole "el padre de la química moderna [que] nunca reconoció a su hija. Priestley publicó más de 150 obras sobre temas van desde la filosofía política y la educación hasta la teología y la filosofía natural. Él lideró e inspiró radicales británicos durante los años 1790, abrió el camino para el utilitarismo, y ayudó a encontrar el Unitarismo. Una gran variedad de filósofos, científicos y poetas se convirtieron en asociacionistas como resultado de su redacción sobre Observaciones sobre el Man de David Hartley, incluyendo Erasmus Darwin, Coleridge, William Wordsworth, John Stuart Mill, Alexander Bain y Herbert Spencer. Immanuel Kant lo elogió en su obra Crítica de la Razón Pura (1781), escribiendo que él "sabía cómo combinar su enseñanza, paradojal con los intereses de la religión." En efecto, fue el objetivo de Priestley "poner las más avanzadas" ideas iluministas para el servicio de una racionalización aunque cristiano heterodoxo, bajo la orientación de los principios básicos del método de la ciencia."
Teniendo en cuenta la extensión de su influencia, una pequeña parte del "saber" se ha dedicado a él. A principios del siglo XX, Priestley fue más frecuentemente descrito como un conservador y un científico dogmático, pero fue, sin embargo, un político y reformador religioso. En una revisión de un ensayo historiográfico, el historiador de la ciencia Simon Schaffer describe las dos personalidades dominantes de Priestley: la primera describe como "un juguetón inocente", que tropezó en todo su descubrimiento, la segunda lo retrata como inocente, así como "Deformado" por no tener una mejor comprensión de sus implicaciones. Evaluar sus obras como un conjunto ha sido difícil para los académicos debido a su amplia gama de intereses. Sus descubrimientos científicos han sido generalmente divorciados de sus publicaciones teológicas y metafísicas, para hacer un mejor análisis de su vida y escribir más fácil, pero este enfoque ha sido discutido recientemente por estudiosos, como John McEvoy y Robert Schofield. Aunque la precoz sabiduría de Priestley alegó que sus obras teológicas y metafísicas eran "distracciones" y "obstáculos" para su trabajo científico, estudios publicados en los años 1960, 1970 y 1980 sostuvo que las obras de Priestley constituían una teoría unificada. Sin embargo, como explica Schaffer, esto no convence por qué la síntesis de su trabajo aún no ha sido expuesta. Más recientemente, en 2001, el historiador de la ciencia Dan Eshet, defendió que los esfuerzos para crear una "panorámica sintética" resultaron en solo una racionalización de Priestley, en contradicciones del pensamiento, porque se han "organizados en torno a categorías filosóficas".
Fue recordado por las ciudades en las que actuó como educador, reformista y ministro, por las organizaciones científicas en las que influyó. Dos instituciones educativas habían sido nombradas en su honor: Priestley College, en Warrington y Joseph Priestley College, en Leeds. En Birstall, en el Leeds City Square, y en Birmingham, él es recordado a través de estatuas, y placas conmemorando que había pasado gran parte de su vida en Birmingham y Warrington. Además, desde 1952 el Dickinson College premia con el Priestley Award a un científico que hace "descubrimientos que contribuyen al bienestar de la humanidad."

## Eponimia
- El cráter lunar Priestley lleva este nombre en su memoria.[165]
- El cráter marciano Priestley también conmemora.[166]

### Material primario
- Lindsay, Jack, ed. Autobiography of Joseph Priestley (Autobiografía de Joseph Priestley). Teaneck: Universidade Fairleigh Dickinson, 1970. ISBN 0838678310
- Miller, Peter N., ed. Priestley: Political Writings (Priestley: Escritos Políticos). Cambridge: Universidad de Cambridge, 1993. ISBN 0-521-42561-1
- Passmore, John A., ed. Priestley's Writings on Philosophy, Science and Politics (Escritos de Priestley sobre Filosofía, Ciencia y Política). N. York: Collier Books, 1964
- Rutt, John T., ed. Collected Theological and Miscellaneous Works of Joseph Priestley (Colección de Trabajos Teológicos y Diversos de Joseph Priestley). 2 vols. Londres: George Smallfield, 1832
- Rutt, John T., ed. Life and Correspondence of Joseph Priestley (Vida y Correspondencia de Joseph Priestley). 2 vols. Londres: George Smallfield, 1831
- Schofield, Robert E., ed. A Scientific Autobiography of Joseph Priestley (1733–1804): Selected Scientific Correspondence (Una Autobiografía Científica de Joseph Priestley (1733-1804): Seleccionada de la Correspondencia Científica). Cambridge: MIT Press, 1966

### Biografías
La biografía más completa de la vida de Priestley es el reciente trabajo de los dos volúmenes de Robert Schofield, pero existen muchos otros volúmenes, de Priestley y la reciente obra de dos vols. de Robert Schofield, aunque existen muchos otros vols., todos un poco mayores: Gibbs, Holt y Thorpe. Graham y Smith se enfocan y destacan la vida de Priestley en EE. UU., mientras que Uglow y Jackson discuten sobre la vida de Priestley en el contexto de su desarrollo en el campo de las ciencias.
- Gibbs, F. W. Joseph Priestley: Adventurer in Science and Champion of Truth (Joseph Priestley: Aventurero en Ciencia y Paladín de la Verdad). Londres: Thomas Nelson and Sons, 1965.
- Graham, Jenny. Revolutionary in Exile: The Emigration of Joseph Priestley to America, 1794–1804.(Revolucionario en el Exilio: la Emigración de Joseph Priestley hacia América, 1794-1804) Trans. of the Am. Philosophical Soc. 85 (1995). ISBN 0-87169-852-8
- Holt, Anne. A Life of Joseph Priestley (La Vida de Joseph Priestley). Londres: Universidad de Oxford, 1931.
- Jackson, Joe, A World on Fire: A Heretic, An Aristocrat And The Race to Discover Oxygen (Um Mundo em Chamas: Um Heterodoxo, Um Aristócrata a A Corrida para a Descoberta do Oxigênio). Nueva York: Viking, 2005. ISBN 0-670-03434-7
- Johnson, S. "La invención del aire. Madrid: Tecnos, 2009
- Schofield, Robert E. The Enlightenment of Joseph Priestley: A Study of his Life and Work from 1733 to 1773 (El Iluminista Joseph Priestley: Un Estudio de su Vida y de su Trabajo de 1733 a 1773). University Park: Pennsylvania State University Press, 1997. ISBN 0-271-01662-0
- Schofield, Robert E. The Enlightened Joseph Priestley: A Study of His Life and Work from 1773 to 1804 (El Iluminista Joseph Priestley: Un Estudio de su Vida y de su Trabajo de 1773 a 1804). University Park: Pennsylvania State University Press, 2004. ISBN 0-271-02459-3
- Smith, Edgar F. Priestley in America, 1794–1804 (Prestley en América, 1794-1804). Filadelfia: P. Blakiston's Son and Co., 1920
- Tapper, Alan. "Joseph Priestley". Dictionary of Literary Biography (Diccionario de Biografía Literaria) 252: British Philosophers 1500–1799 (Filósofos Britânicos 15000-1799). Eds. Philip B. Dematteis & Peter S. Fosl. Detroit: Gale Group, 2002
- Thorpe, T.E. Joseph Priestley. Londres: J. M. Dent, 1906.
- Uglow, Jenny. The Lunar Men: Five Friends Whose Curiosity Changed the World (El Hombre Lunar: Cinco Amigos cuya Curiosidad cambió el Mundo). N. York: Farrar, Straus and Giroux, 2002. ISBN 0-374-19440-8

### Literatura adicional
- Anderson, R. G. and Christopher Lawrence. Science, Medicine and Dissent: Joseph Priestley (1733–1804). London: Wellcome Trust, 1987. ISBN 0-901805-28-9.
- Bowers, J. D. Joseph Priestley and English Unitarianism in America. University Park: Pennsylvania State University Press, 2007. ISBN 0-271-02951-X.
- Braithwaite, Helen. Romanticism, Publishing and Dissent: Joseph Johnson and the Cause of Liberty. New York: Palgrave Macmillan, 2003. ISBN 0-333-98394-7.
- Conant, J. B., ed. "The Overthrow of the Phlogiston Theory: The Chemical Revolution of 1775–1789". Harvard Case Histories in Experimental Science. Cambridge: Harvard University Press, 1950.
- Crook, R. E. A Bibliography of Joseph Priestley. London: Library Association, 1966.
- Crossland, Maurice. "The Image of Science as a Threat: Burke versus Priestley and the 'Philosophic Revolution'". British Journal for the History of Science 20 (1987): 277–307.
- Donovan, Arthur. Antoine Lavoisier: Science, Administration and Revolution. Cambridge: Cambridge University Press, 1996. ISBN 0-521-56218-X
- Eshet, Dan. "Rereading Priestley". History of Science 39.2 (2001): 127–59.
- Fitzpatrick, Martin. "Joseph Priestley and the Cause of Universal Toleration". The Price-Priestley Newsletter 1 (1977): 3–30.
- Garrett, Clarke. "Joseph Priestley, the Millennium, and the French Revolution". Journal of the History of Ideas 34.1 (1973): 51–66.
- Fruton, Joseph S. Methods and Styles in the Development of Chemistry. Philadelphia: American Philosophical Society, 2002. ISBN 0-87169-245-7.
- Kramnick, Isaac. "Eighteenth-Century Science and Radical Social Theory: The Case of Joseph Priestley's Scientific Liberalism". Journal of British Studies 25 (1986): 1–30.
- Kuhn, Thomas. The Structure of Scientific Revolutions. 3rd ed. Chicago: University of Chicago Press, 1996. ISBN 0-226-45808-3.
- Haakonssen, Knud, ed. Enlightenment and Religion: Rational Dissent in Eighteenth-Century Britain. Cambridge: Cambridge University Press, 1996. ISBN 0-521-56060-8.
- McCann, H. Chemistry Transformed: The Paradigmatic Shift from Phlogiston to Oxygen. Norwood: Alex Publishing, 1978. ISBN 0-89391-004-X.
- McEvoy, John G. "Joseph Priestley, 'Aerial Philosopher': Metaphysics and Methodology in Priestley's Chemical Thought, from 1762 to 1781". Ambix 25 (1978): 1–55, 93–116, 153–75; 26 (1979): 16–30.
- McEvoy, John G. "Enlightenment and Dissent in Science: Joseph Priestley and the Limits of Theoretical Reasoning". Enlightenment and Dissent 2 (1983): 47–68.
- McEvoy, John G. "Priestley Responds to Lavoisier's Nomenclature: Language, Liberty, and Chemistry in the English Enlightenment". Lavoisier in European Context: Negotiating a New Language for Chemistry. Eds. Bernadette Bensaude-Vincent and Ferdinando Abbri. Canton, MA: Science History Publications, 1995. ISBN 0-88135-189-X.
- McEvoy, John G. and J.E. McGuire. "God and Nature: Priestley's Way of Rational Dissent". Historical Studies in the Physical Sciences 6 (1975): 325–404.
- McLachlan, John. Joseph Priestley Man of Science 1733–1804: An Iconography of a Great Yorkshireman. Braunton and Devon: Merlin Books, 1983. ISBN 0-86303-052-1.
- McLachlan, John. "Joseph Priestley and the Study of History". Trans. of the Unitarian Historical Soc. 19 (1987–90): 252–63
- Philip, Mark. "Rational Religion and Political Radicalism". Enlightenment and Dissent 4 (1985): 35–46.
- Rose, R. B. "The Priestley Riots of 1791". Past and Present 18 (1960): 68–88.
- Rutherford, Donald. Leibniz and the Rational Order of Nature. Cambridge: Cambridge University Press, 1995. ISBN 0-521-46155-3.
- Schaffer, Simon. "Priestley Questions: An Historiographic Survey". History of Science 22.2 (1984): 151–83.
- Sheps, Arthur. "Joseph Priestley's Time Charts: The Use and Teaching of History by Rational Dissent in late Eighteenth-Century England". Lumen 18 (1999): 135–54.
- Watts, R. "Joseph Priestley and Education". Enlightenment and Dissent 2 (1983): 83–100.

- Datos: Q159636
- Multimedia: Joseph Priestley / Q159636
- Citas célebres: Joseph Priestley